# Polo (Sport)
Polo ist eine Mannschaftssportart, bei der die auf Pferden reitenden vier Spieler pro Mannschaft einen Ball mit einem langen Holzschläger in das gegnerische Tor schlagen. Die Spieler tragen Helme und wechseln während des Spiels mehrmals die Pferde.

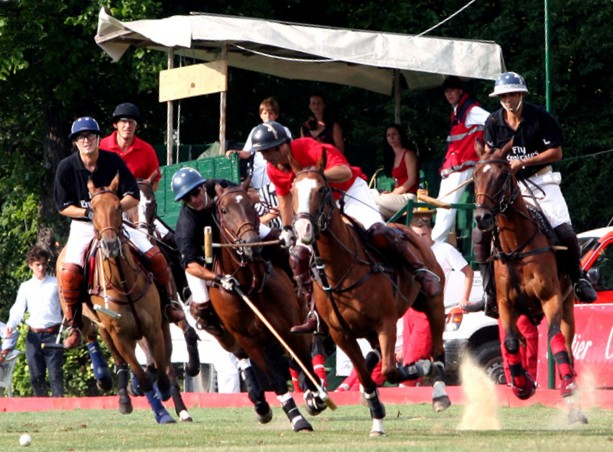
Polo

## Begriff
Der anglo-indische Ausdruck Polo wird seit der zweiten Hälfte des 19. Jahrhunderts verwendet. Er stammt aus der Sprache der Balti und bedeutet „Ball“ (siehe in gleicher Bedeutung auch tibetisch pulu).
Beim Polosport zu Pferde werden verschiedene Varianten gespielt, die sich durch Spieltaktik und Mannschaftszusammenstellung voneinander unterscheiden: Beach Polo, Arena Polo und Schneepolo.

## Geschichte des Polosports

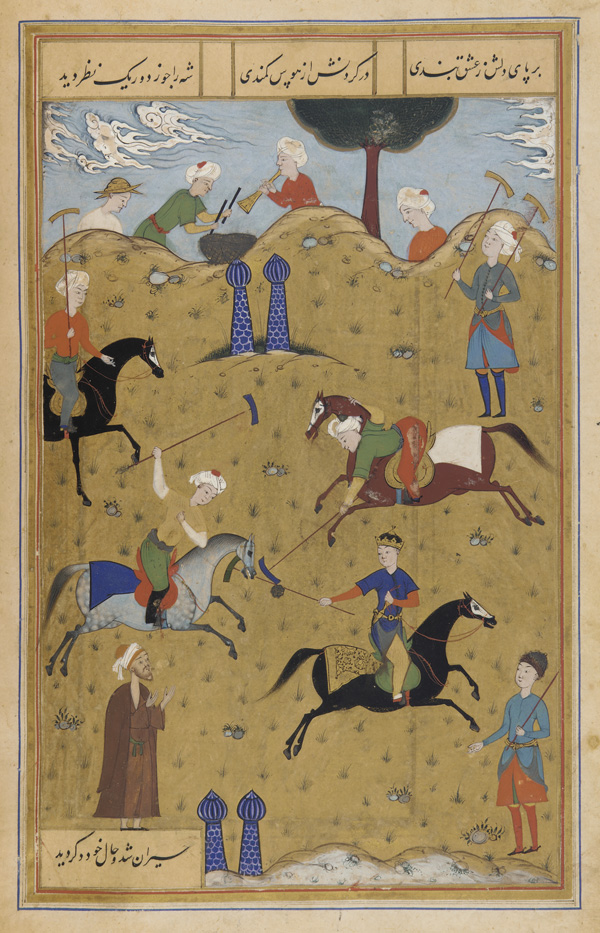
Persische Miniaturmalerei. 1546 AD.

Die Anfänge des Polospiels (persisch چوگان tschougān, DMG čaugān) liegen in Iran und Zentralasien, ab dem 6. Jahrhundert v. Chr. ist es aus Iran bekannt. Das Spiel wurde mit der Zeit immer populärer und avancierte schließlich zum Nationalsport. So diente beispielsweise im 16. und 17. Jahrhundert der zentrale Platz der früheren persischen Hauptstadt Isfahan regelmäßig als Spielfläche. Hierbei beobachtete der Schah das Spiel vom Balkon des Ali-Qapu-Palastes. Aus früherer Zeit ist belegt, dass das Spiel sich unter beiden Geschlechtern großer Beliebtheit erfreute und auch gemeinsam gespielt wurde, so u. a. am sassanidischen Hof. Berichte zu diesem Sport finden sich bereits in Szenen der persischen Mythologie, z. B. im Epos Schahnameh. Bereits in der Spätantike fand das Spiel auch Einzug ins Römische Reich. Neben dem Kaiserpalast in Konstantinopel existierte ein Poloplatz (tzykanisterion), der bereits von Kaiser Theodosius II. angelegt worden sein soll, dem das Spiel durch seinen persischen Kämmerer Antiochos vermittelt worden sein könnte. Im Zuge der islamischen Expansion breitete sich das Spiel nach Arabien und unter den Mogulkaisern nach Indien aus. In Afghanistan existiert eine dem Polo entfernt verwandte Sportart, das Buzkashi.
Durch britische Kavallerie-Offiziere der Lancers (Ulanen), die in Indien stationiert waren, gelangte Polo im 19. Jahrhundert nach Großbritannien. 1859 wurde der erste britische Polo-Club gegründet. Polo war 1900, 1908, 1920, 1924 und 1936 eine olympische Disziplin. Die ersten drei Turniere gewann jeweils eine britische Mannschaft, die letzten beiden eine argentinische.
Ernst von Heintze-Weißenrode hatte Polo als deutscher Legationsrat in Buenos Aires kennengelernt und führte es auch in Deutschland ein. Am 3. Januar 1898 gehörte er zu den Gründern des Hamburger Polo Club, des ersten Polo-Clubs in Deutschland.

## Spiel

### Spielfeld und Polopersonal

Relative Größen des Polofeldes und eines Fußballfeldes

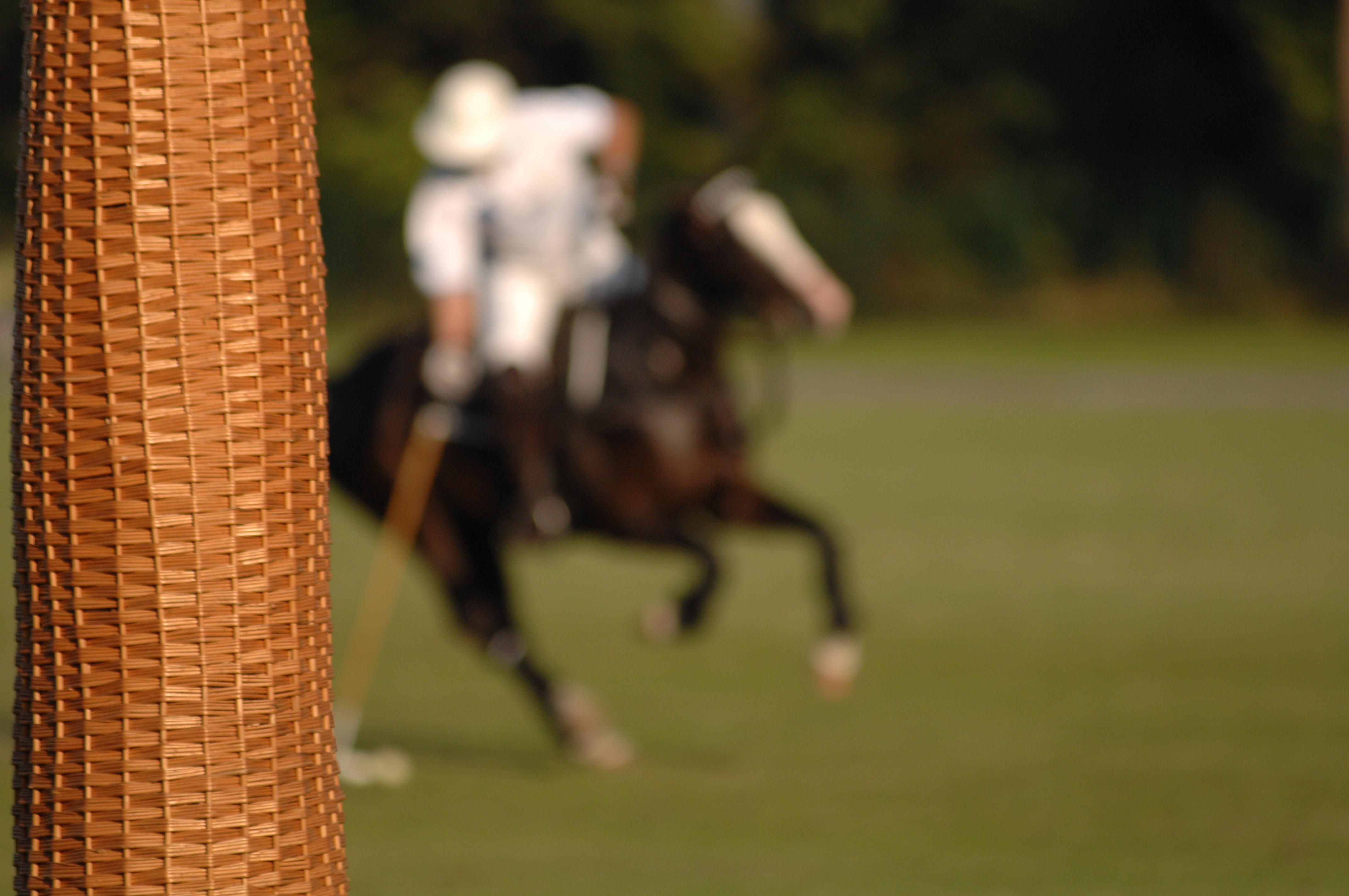
Torpylon

Die Größe eines normalen Spielfeldes ist 300 Yards (ca. 274 Meter) mal 200 Yards (ca. 183 m). Spielfelder von Arena Polo, worunter auch Beach Polo zählt, haben andere Größen.
Die Begrenzung eines normalen Spielfeldes besteht an den langen Seiten aus den 30 cm hohen, meist hölzernen, Brettern („boards“) und an den kurzen Seiten, den Torseiten, aus im Gras gekennzeichneten Linien. Die Begrenzungen von Arena Polo sind anders, wobei oft Werbe-„Boards“ zum Einsatz kommen. Die Spielfeldbegrenzungen dürfen von den Pferden auch großzügig übertreten werden.
Als Spielmarkierung wird das Feld mit insgesamt sieben gedanklichen Linien unterteilt, deren Anfang- und Endpunkte an den gegenüberliegenden Boards gekennzeichnet sind. Es gibt eine Mittellinie und jeweils eine 60-Yards-, 40-Yards- und 30-Yards-Linie in jeder Spielfeldhälfte.
Jedes Tor besteht aus zwei ca. 3 m hohen, konischen, meist umflochtenen Torpfosten (Pylonen) und ist 8 Yards (ca. 7,20 m) breit. Die Pfosten sind nicht fest im Boden verankert, sondern geben nach, wenn ein Reiter mit seinem Pferd in der Hitze des Gefechtes dagegenstößt, und sie können sogar gänzlich umfallen. Zwei Torrichter, je mittig hinter den Toren platziert, zeigen mit einer geschwenkten Fahne an, ob der Ball ins Tor oder daneben gegangen ist. Fahne oben geschwenkt bedeutet „Tor“, Fahne unten geschwenkt bedeutet „außerhalb des Tores und Spielfeldes“.
Durch weiteres hilfreiches Polopersonal wird bei Turnieren unter anderem die Zeit genommen und die Glocke geläutet, Protokoll geführt, die Ergebnis-Anzeigetafel (engl.: „score board“) bedient und die umgerittenen Begrenzungsbretter („boards“) wieder aufgestellt.
Die Betreuung der Pferde übernehmen die Pferdepfleger („grooms“) der Pferdebesitzer und Polospieler. Sie sind sowohl für den schnellen Pferdewechsel während des Spieles oder in Spielpausen als auch für die Vorbereitung der Pferde, Betreuung (an der sogenannten „pony line“) und die Versorgung nach dem Spiel verantwortlich.

### Spielverlauf
Gespielt wird mit zwei Mannschaften zu je meist vier Spielern, beim Snow- und Arenapolo oft je zwei oder drei Spielern und beim Beachpolo in der Regel zwei Spielern.
Daneben reiten zwei berittene Schiedsrichter mit, und ein Oberschiedsrichter steht in der Mitte des Spielfeldes am Spielfeldrand, um bei strittigen Richtersprüchen eine endgültige Entscheidung zu fällen. Das Spiel ist in Zeitabschnitte (sog. Chucka, auch „Chukker“, „Chukka“) eingeteilt. Jeder Zeitabschnitt dauert sieben Minuten, kann nach Erklingen der Glocke aber noch um 30 Sekunden verlängert werden, wenn der Ball im Spiel ist, der Ball nicht die Bande berührt oder ins Aus gerät und kein Foul begangen wird. Ein Spiel kann zwischen vier und acht Zeitabschnitten lang sein. Nach jedem erzielten Tor stellen sich alle Spieler, nach Spielposition geordnet, in der Spielfeldmitte zum „line up“ und folgendem Einwurf („throw in“) gegenüber auf. Die Spielrichtung wechselt nach jedem Tor, um einseitige Vorteile – beispielsweise durch den Sonnenstand oder ein eventuelles Geländegefälle – auszugleichen. Die Aufstellung der Spieler ist demnach so, dass sie dem anzuspielenden Tor immer gegenüberstehen. Ein throw in des Balles erfolgt jeweils am Anfang eines Zeitabschnittes, dort wo der vorangegangene Zeitabschnitt geendet hat. Gerät der Ball über „Boards“ ins Aus, wird das „throw in“ von diesem Punkt ausgeführt. Ein gesellschaftlicher Faktor ist das gemeinsame Betreten des Platzes („tread in“), das in der längeren Pause zwischen dem zweiten und dritten Zeitabschnitt betrieben wird. Neben den ohnehin zuständigen Pflegern des Spielfeldes wird bei Turnieren auch das Publikum aufgefordert, die von den Pferdehufen in das Feld geschlagenen Löcher durch die zugehörigen Erdbrocken und Grasbüschel wieder zu stopfen.

### Regeln
Der Schutz der Pferde ist die oberste Maxime des Regelwerks. So darf ein Pferd nicht in zwei aufeinander folgenden Chuckas eingesetzt werden, und jede mögliche Gefährdung eines Tieres führt zur sofortigen Unterbrechung des Spiels (hingegen geht bei Sturz eines Spielers, wenn es nach Ansicht des Schiedsrichters kein schwerer Sturz war, das Spiel weiter). Diese Regel erzwingt es, dass ein Spieler pro Turnier mit mindestens zwei Pferden anreisen muss.

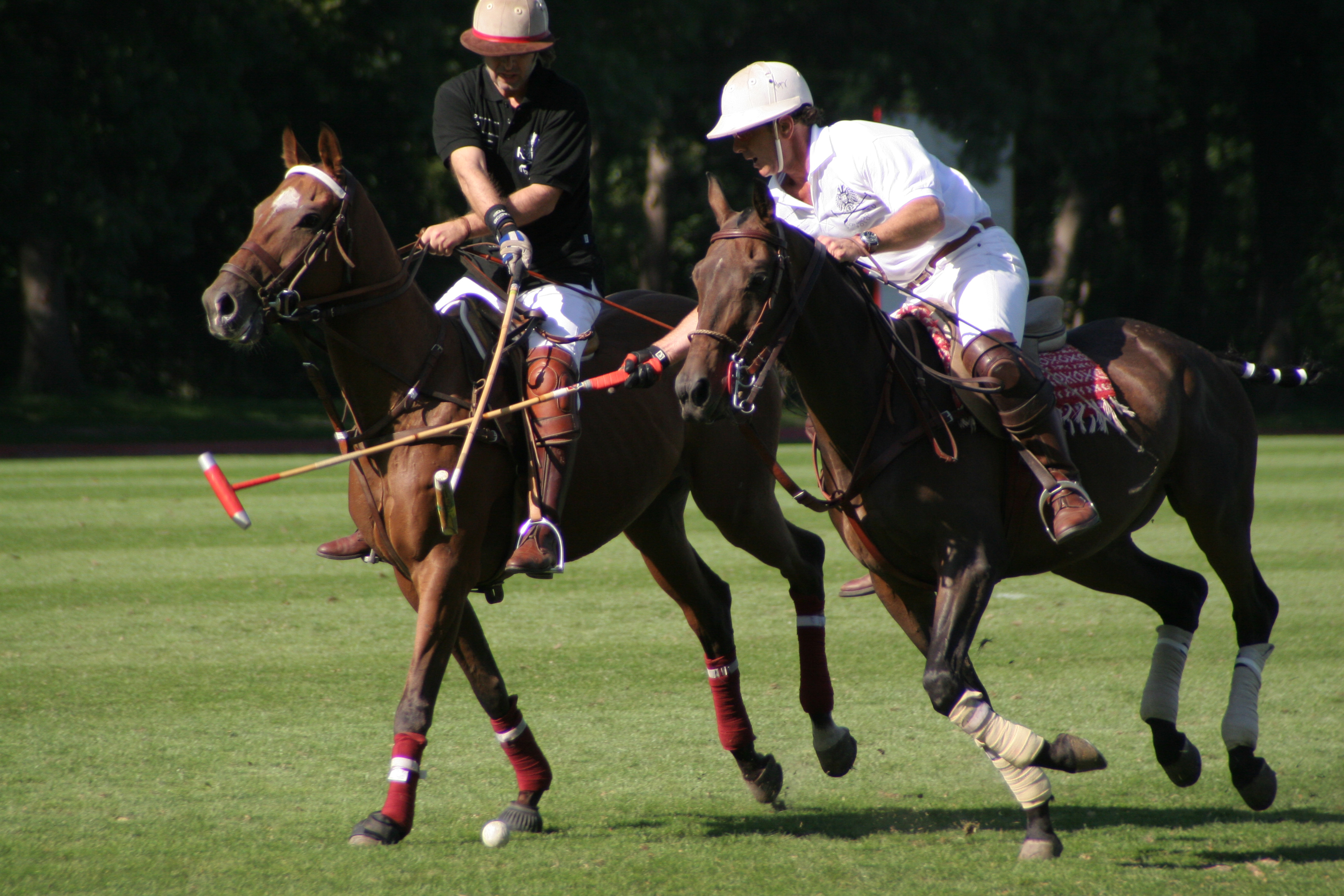
Hooken

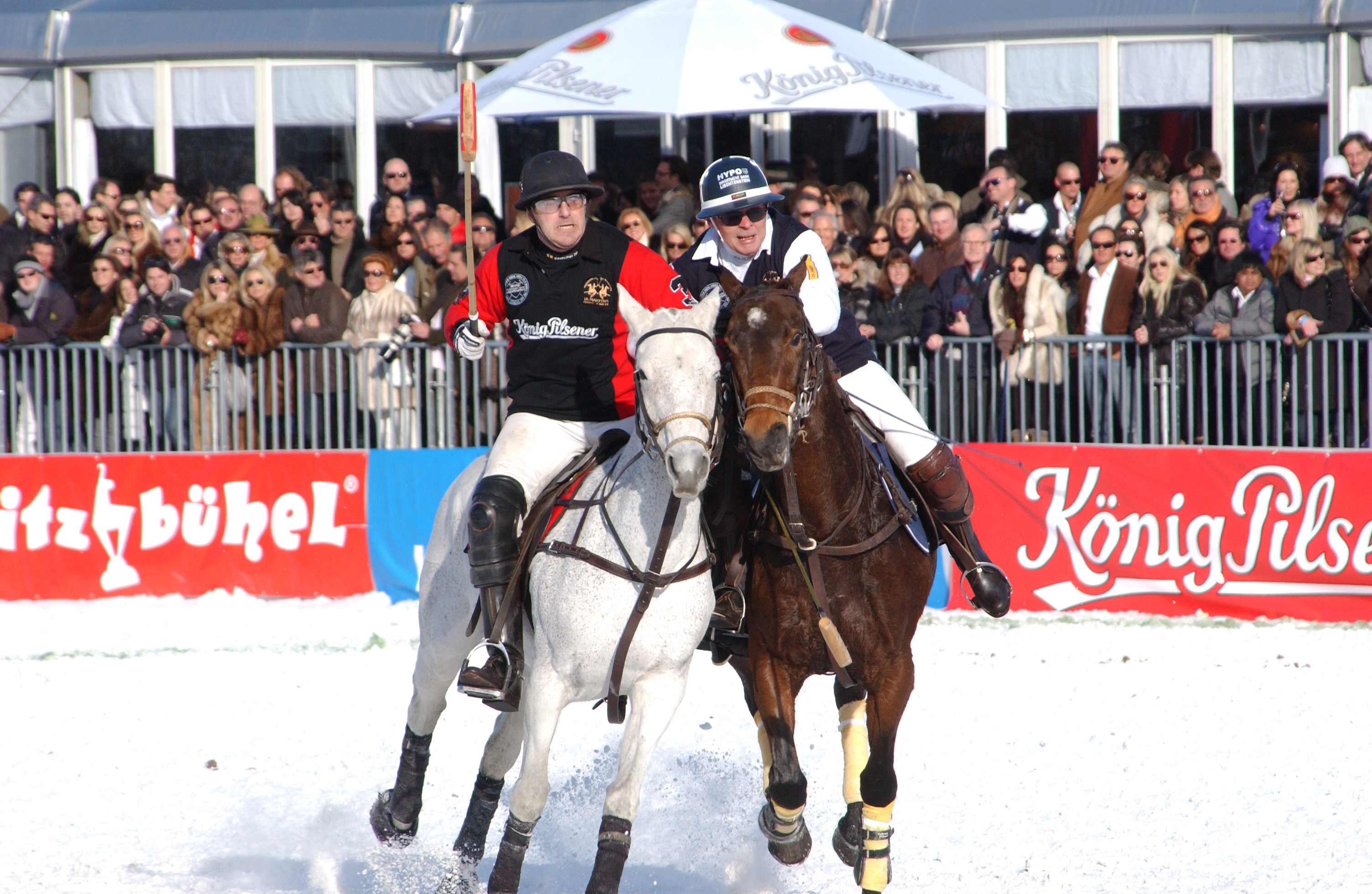
„Push“ (Abreiten)

#### Erlaubte Aktionen
- Hook: Ein Spieler darf in den Schläger eines Gegenspielers mit seinem eigenen einhaken, um diesen beim Schlagen des Balles zu behindern.
- Push: Mittels des eigenen Körpers oder dem des Pferdes darf ein Spieler von der Linie abgedrängt werden (sog. „abreiten“).

#### Nicht erlaubte Aktionen
- Hook/Stick: Der Poloschläger („stick“) darf nur kurz vor dem Schlag eingehakt werden, nicht in der Senkrechten.
- Push: Es darf keinesfalls mit Ellenbogentechnik gearbeitet werden.
- Sandwich: Es ist zwei Spielern derselben Mannschaft nicht erlaubt, einen Spieler der Gegenmannschaft in die Zange zu nehmen.
- Crossing the line of the ball: Das wohl häufigste Foul im Polosport besteht in der Wegerechtsverletzung. Wenn sich der Ball nach einem weiten Schlag in Bewegung befindet und mehrere Spieler ihm hinterherjagen, hat derjenige Spieler das Wegerecht, der sich der Bewegungslinie des Balles (line of the ball) am nächsten befindet. Wenn ein anderer Spieler die gedachte Linie zwischen dem Ball und dem Spieler mit Wegerecht kreuzt, begeht er ein Foul.
- Appealing: Einsetzen des Poloschlägers, um ein Foul anzuzeigen
- Helicoptering: Kreisen des Poloschlägers über dem Kopf, z. B. im Falle eines Tors oder zur Anzeige eines Fouls

## Spieltaktik
Jeder der vier Spieler einer Mannschaft hat eine festumrissene taktische Aufgabe:
Nummer 1 ist die direkte Verbindung des Teams zum gegnerischen Tor. Er bestimmt das Tempo und die Schnelligkeit seines Teams. Er hält den Ball im Spiel und versucht, ihn von den Außenlinien vor das Tor oder zumindest in die Mitte des Spielfeldes zu spielen. Er deckt die gegnerische Nr. 4 ab.
Nummer 2 ist die Verbindung zwischen Spieler Nummer 1 und Spieler Nummer 3. Er deckt die gegnerische Nummer 3, die in der Regel der stärkste Spieler des gegnerischen Teams ist. Er gibt seiner Nr. 1 die entsprechenden Vorlagen. Er übernimmt je nach Spielverlauf, wechselweise gelegentlich die Position der Nr. 1.
Nummer 3 ist der Angelpunkt des Teams. Er gestaltet das Spiel durch strategischen Einsatz seiner Mannschaftskollegen. Er organisiert die Verteidigung und den Angriff hinter einer unsichtbaren Linie, hinter der er und seine Nr. 4 agieren. Er deckt die Nr. 2 des gegnerischen Teams.
Nummer 4 deckt die gegnerische Nr. 1. Er schlägt den Ball nur, wenn er sich ganz sicher ist, ihn auch zu treffen. Andernfalls wendet er sofort und versucht, seinen Gegner abzureiten.
Jede Spieler-Position baut, wie die Glieder einer Kette, auf der anderen auf. Haupteigenschaften, die die Qualitäten des Polospielers bestimmen, sind deshalb körperliche Fitness, Antizipations- und Reaktionsvermögen, Gewandtheit in der Beherrschung des Pferdes und vor allem Mannschaftsgeist. Eine optimale Teamleistung ergibt sich aus dem guten Zusammenspiel der Leistungen aller vier Mitglieder.

## Handicap
Jeder Polospieler hat je nach Leistungsstärke ein persönliches Handicap, das bei −2 beginnt und bis +10 gehen kann. Die besten Polospieler der Welt mit einem Handicap von +10 kommen derzeit fast alle aus Argentinien. Die Summe der vier Einzel-Handicaps bilden das Gesamt-Handicap einer Mannschaft. Wenn Mannschaften mit unterschiedlichen Handicaps antreten, erhält die Mannschaft mit dem geringeren Handicap einen Tore-Vorsprung. High Goal Polo ist die höchste Spielklasse; hier beginnt das Mannschafts-Handicap bei +8. Geregelt ist bei jedem Turnier, das nach DPV-Regeln ausgetragen wird, auch die Anzahl zulässiger Spieler aus dem Ausland, die meist als Profis aus Argentinien engagiert werden. Bei Spielen in einer begrenzten Arena notiert das Handicap jeweils eine Stufe höher (+1) als bei Polo auf offenem Feld.
| Spielklassen in Deutschland                       | Team Handicaplimits | individuelles Limit | Beschränkungen                           |
| ------------------------------------------------- | ------------------- | ------------------- | ---------------------------------------- |
| Low Goal DM (Deutsche Meisterschaft) – DM Amateur | von −2 bis +2       | von −2 bis +2       | kein Ausländer                           |
| Low Goal – Amateur Polo                           | von −2 bis +2       | von −2 bis +2       | Ausländer, min. +3                       |
| Low Goal – Amateur Polo                           | von 0 bis +4        | von −2 bis +2       | nur ein +4 Spieler 1 Ausländer, mind. +3 |
| Medium Goal DM                                    | von +2 bis +6       | von −2 bis +5       | nur ein +5 Spieler 1 Ausländer, mind. +3 |
| Medium Goal                                       | von +4 bis +8       | von −2 bis +5       | nur ein +6 Spieler 1 Ausländer, mind. +3 |
| High Goal DM                                      | von +8 bis +12      | von 0 bis +10       | max. 2 Ausländer, mind. +3               |
| High Goal                                         | von +10 bis +12     | von 0 bis +10       | Ausländer, mind. +3                      |

In anderen Ländern gelten andere Spielklassen. Bei der Offenen Argentinischen Polo-Meisterschaft und den anderen zwei großen Turnieren in Argentinien die Tortugas Open und die Hurlingham Open, muss das Handicap der Teams zwischen 28 und 40 liegen.

## Ausrüstung und Aufmachung

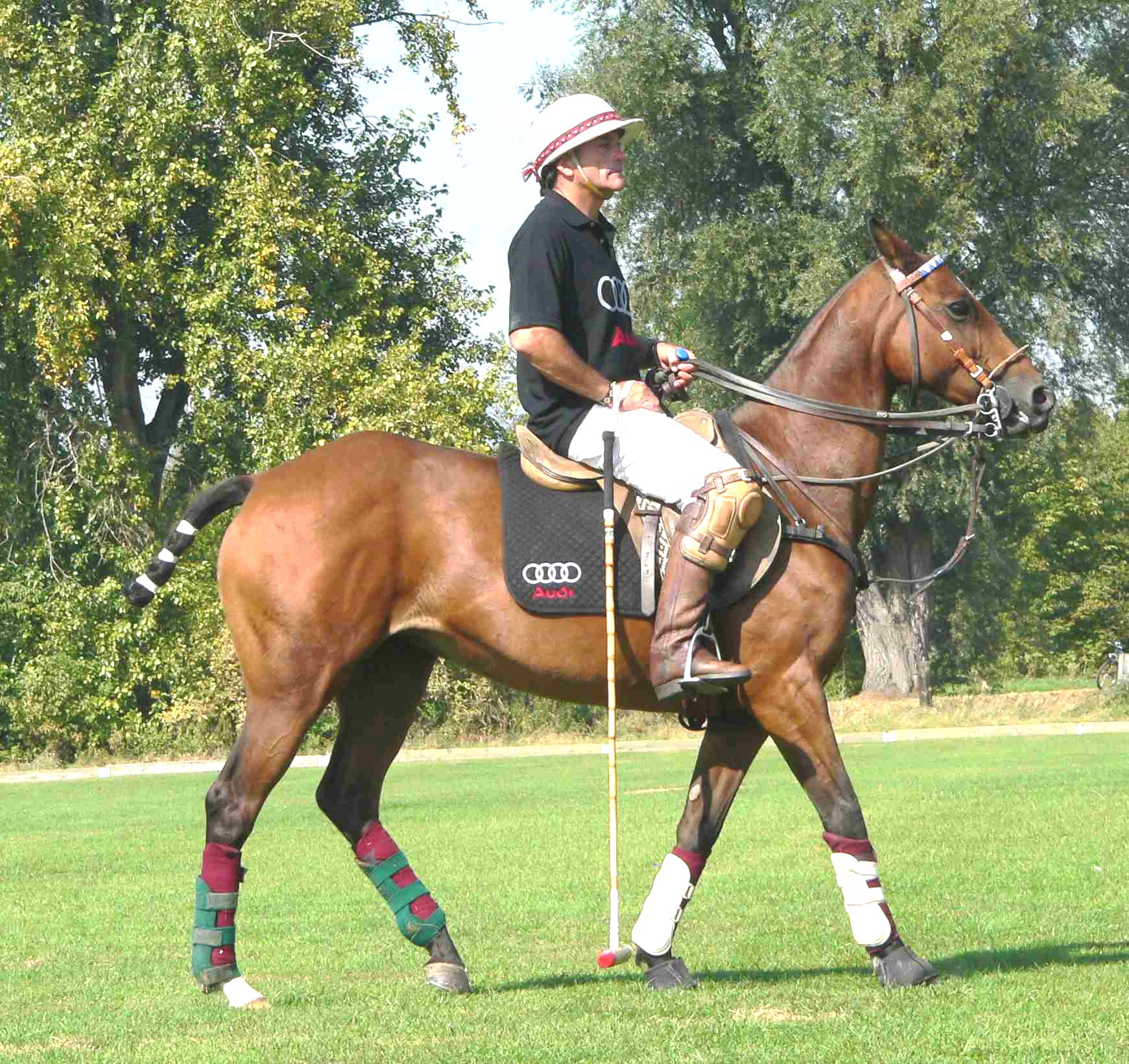
Polospieler

### Reiter
Der Spieler trägt vorgeschrieben einen Helm. Polohelme fallen breiter aus als klassische Reithelme, das hat aber rein ästhetische Gründe, weil der Polohelm seine Wurzeln in den Tropenhelmen der Kolonialzeit hat.
Entgegen der Legende stammt das kurzärmelige Polohemd – eine Erfindung der französischen Tennislegende René Lacoste – nicht aus dem Polosport, sondern aus dem Tennis und wurde erst nach 1933 sukzessive von anderen Sportarten wie dem Polo übernommen.
Wurden noch bis in die zweite Hälfte des 20. Jahrhunderts klassische weiße Reithosen (oftmals in ihrer ausgestellten Form, Breeches) getragen, so sieht man heutzutage fast ausschließlich weiße Jeans, entweder normale Freizeitmodelle oder spezielle Varianten ohne Innennaht.

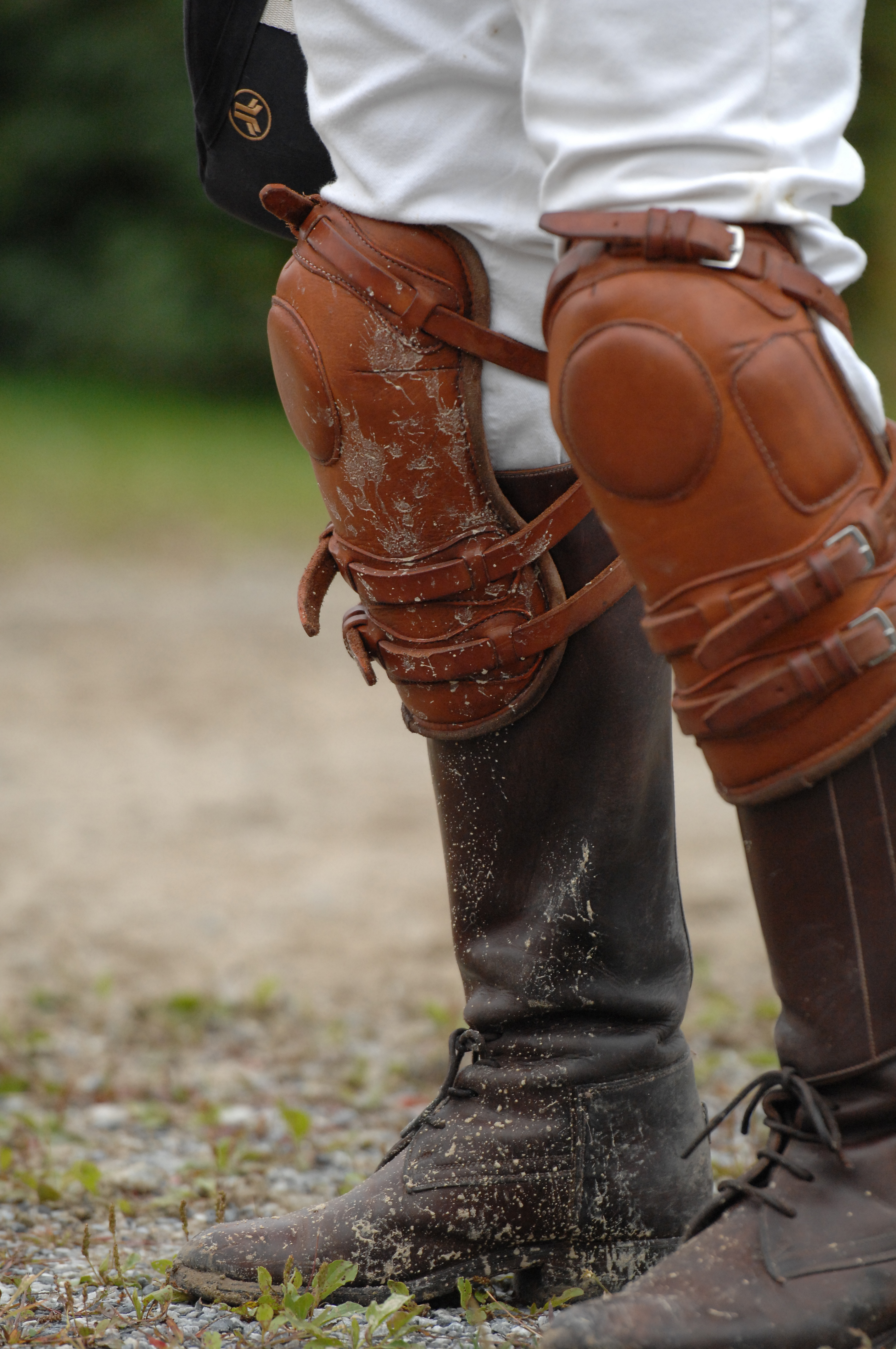
Polostiefel, Knieschoner

Gerne werden Gaucho Belts, Gürtel mit traditionellen argentinischen Webmustern, getragen.
Dick gepolsterte Lederknieschoner werden gegen Knieschläge verwendet.
Die typischerweise braunen und mit Reißverschluss ausgestatteten Polostiefel sind oft mit Sporen versehen.
Häufig tragen die Spieler spezielle Handschuhe mit verstärktem Rücken als Schutz gegen Schläge.
Ursprünglich für den Polospieler konstruiert ist das Uhrenmodell Reverso des schweizerischen Herstellers Jaeger-LeCoultre. Die eigentliche Uhr kann in einer Führung so umgedreht werden, dass das – früher zerbrechliche – Uhrenglas nach innen zum Handgelenk des Trägers weist und so im sportlichen Einsatz gegen Beschädigung geschützt ist.
In Deutschland unangefochtener Marktführer für Turnier-Oberbekleidung ist der argentinische Hersteller La Martina. Schläger und Stiefel stammen oft von mittelständischen Handwerksbetrieben aus Argentinien.
Wenn die Spieler eine Reitgerte benutzen, ist sie in der linken Hand zu halten. Meist kommen überlange (bis 1,2 m) Modelle zum Einsatz.

### Pferd
Polosattel
Der Sitz eines Polosattels ist häufig aus Rauleder. Traditionelle Sättel haben statt der Sattelgurtschnallen einen langen Lederriemen, der öfters durch einen großen Ring gewickelt wird und so den Bauchgurt spannt. Zusätzlich haben Sättel beim Polosport zur doppelten Absicherung noch einen eigenen Sicherheitsgurt, der über den Sattel verläuft, falls sich während des Spiels der Sattel lockert oder gar löst. Auf den Sattelblättern findet man keine Kniepauschen, wie auf europäischen Sätteln.

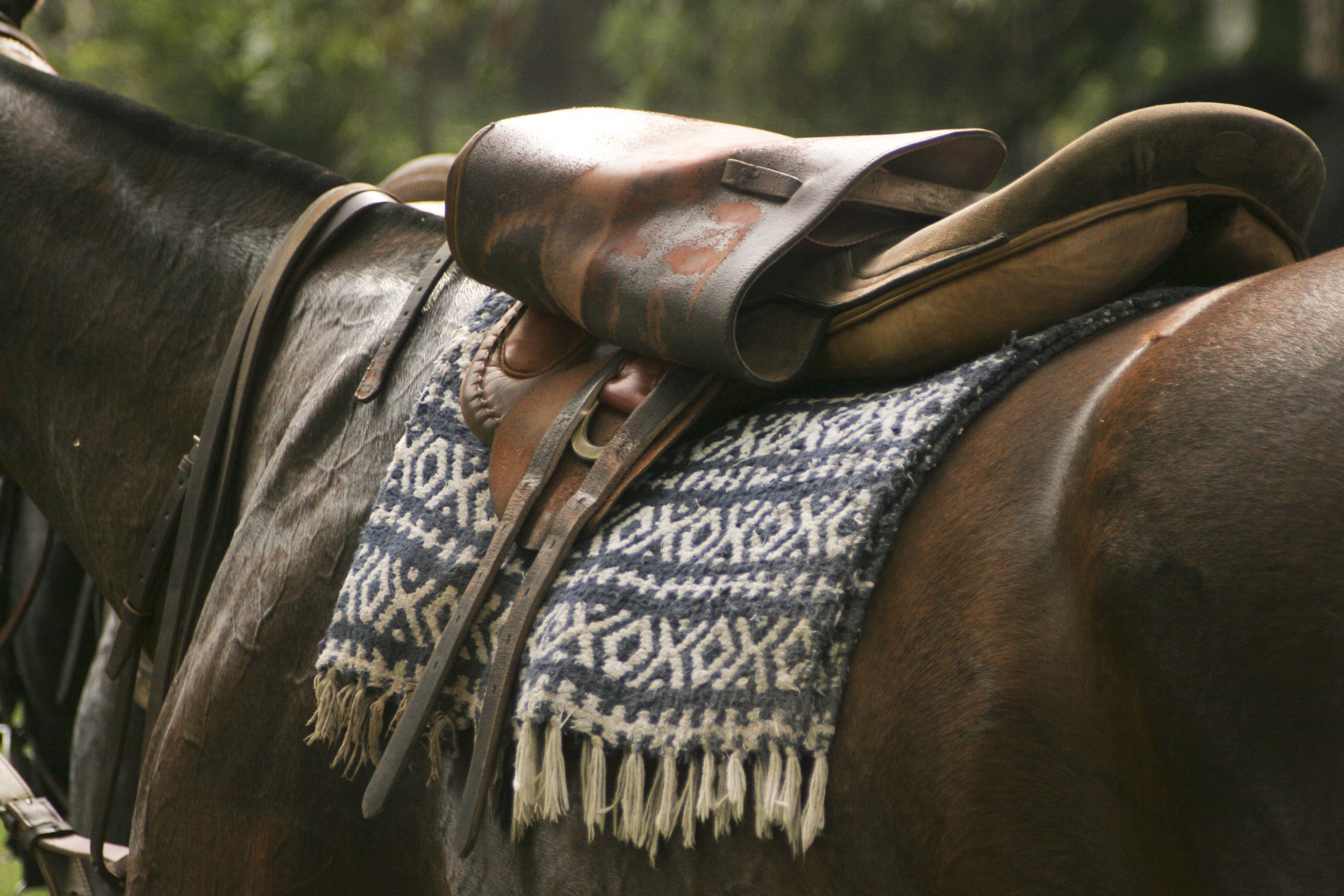
Polosattel mit geöffnetem Sattelblatt
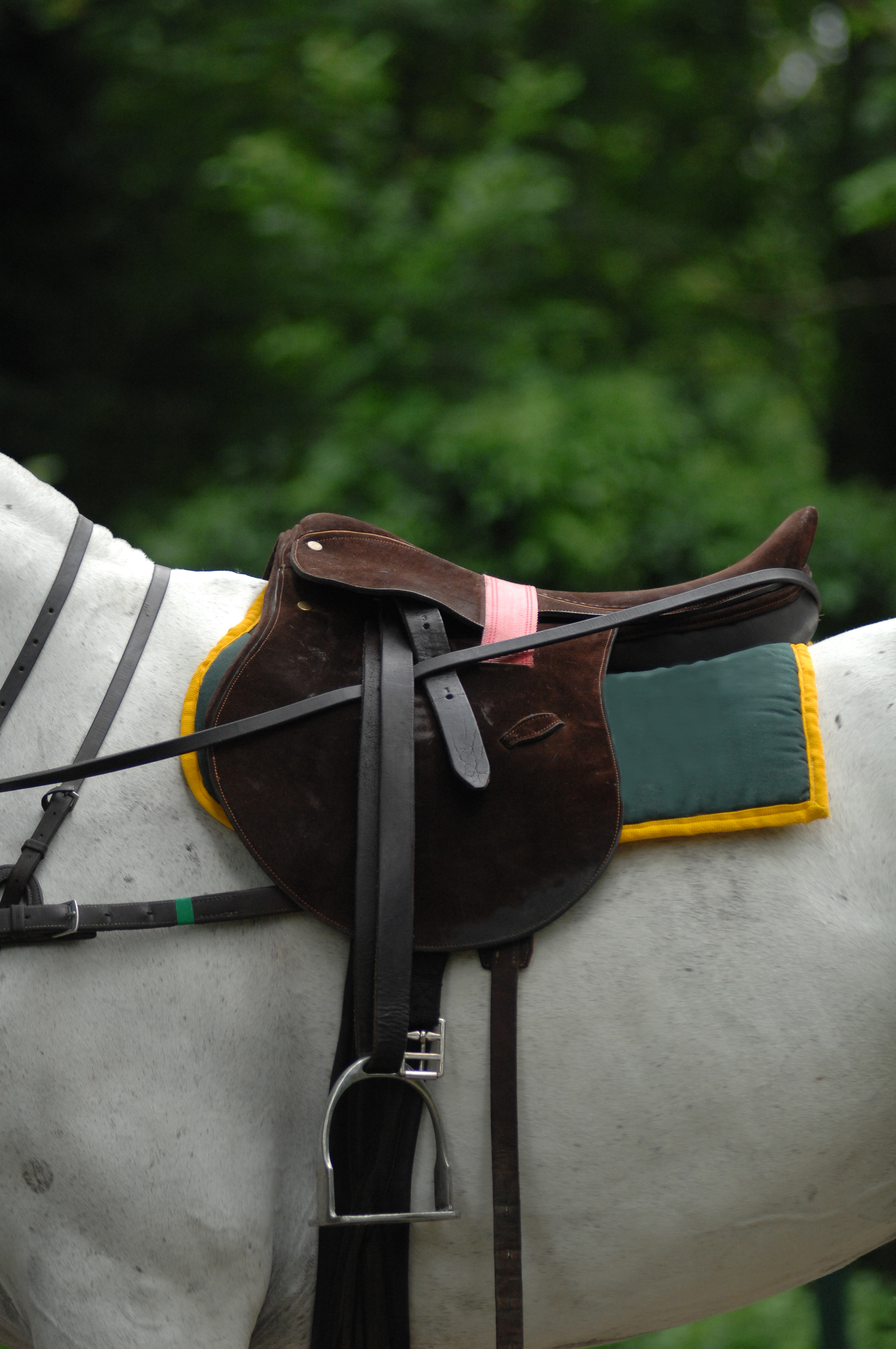
Rauleder-Polosattel
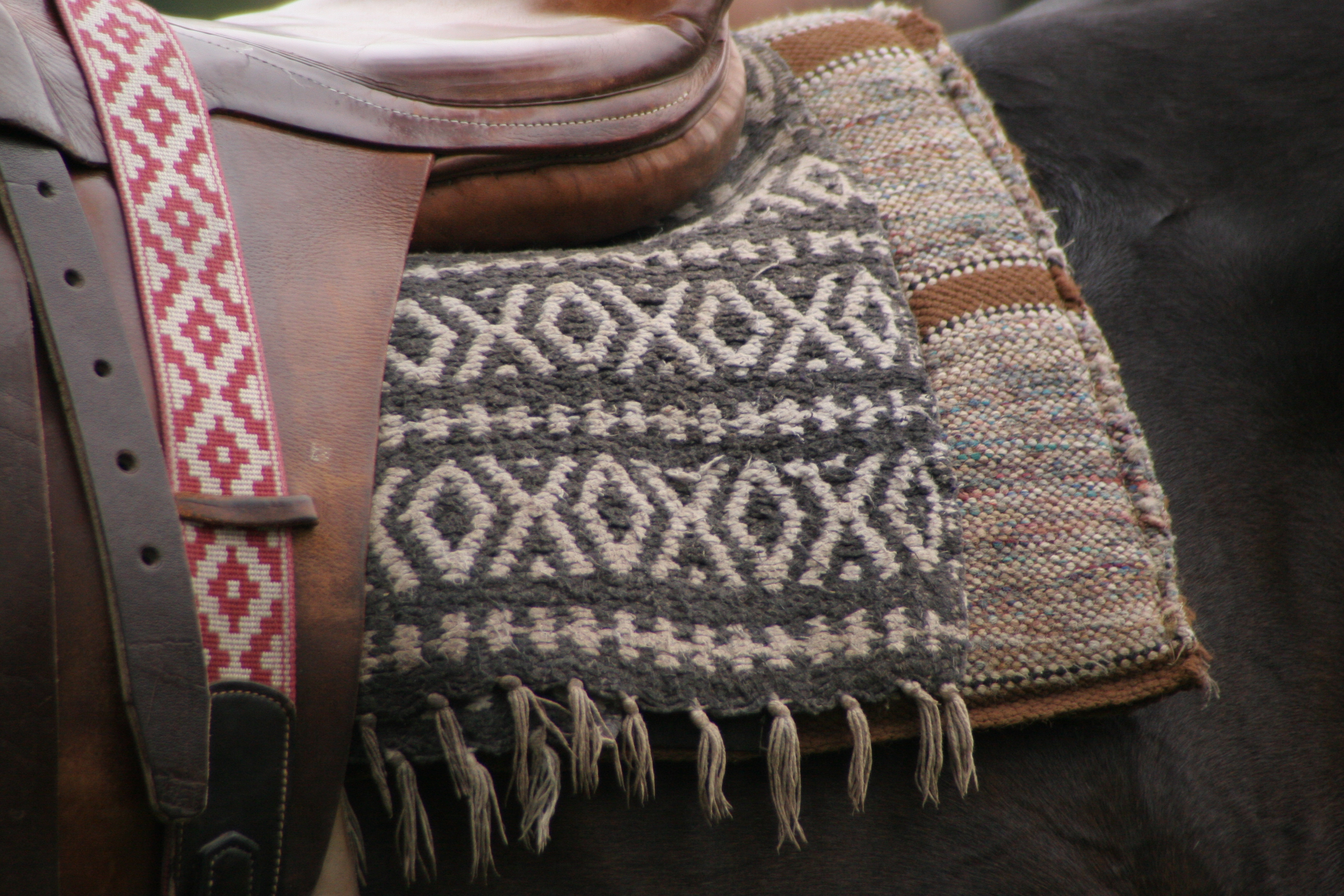
Sattelpads für Polosattel

Zäumung und Schirrung
Prinzipiell kann jegliches traditionell verwendete Zaumzeug verwendet werden. Das Gebiss der Zäumung ist meist scharf, um die Kontrolle bei höheren Geschwindigkeiten unbedingt zu behalten. Es wird durchgehend mit Doppelzügel geritten. Häufig werden Schlaufzügel verwendet. Hilfszügel werden beim Polosport häufig verwendet, um zu verhindern, dass das Pferd den Kopf nach oben reißen kann, und es dadurch besser unter Kontrolle bleibt.

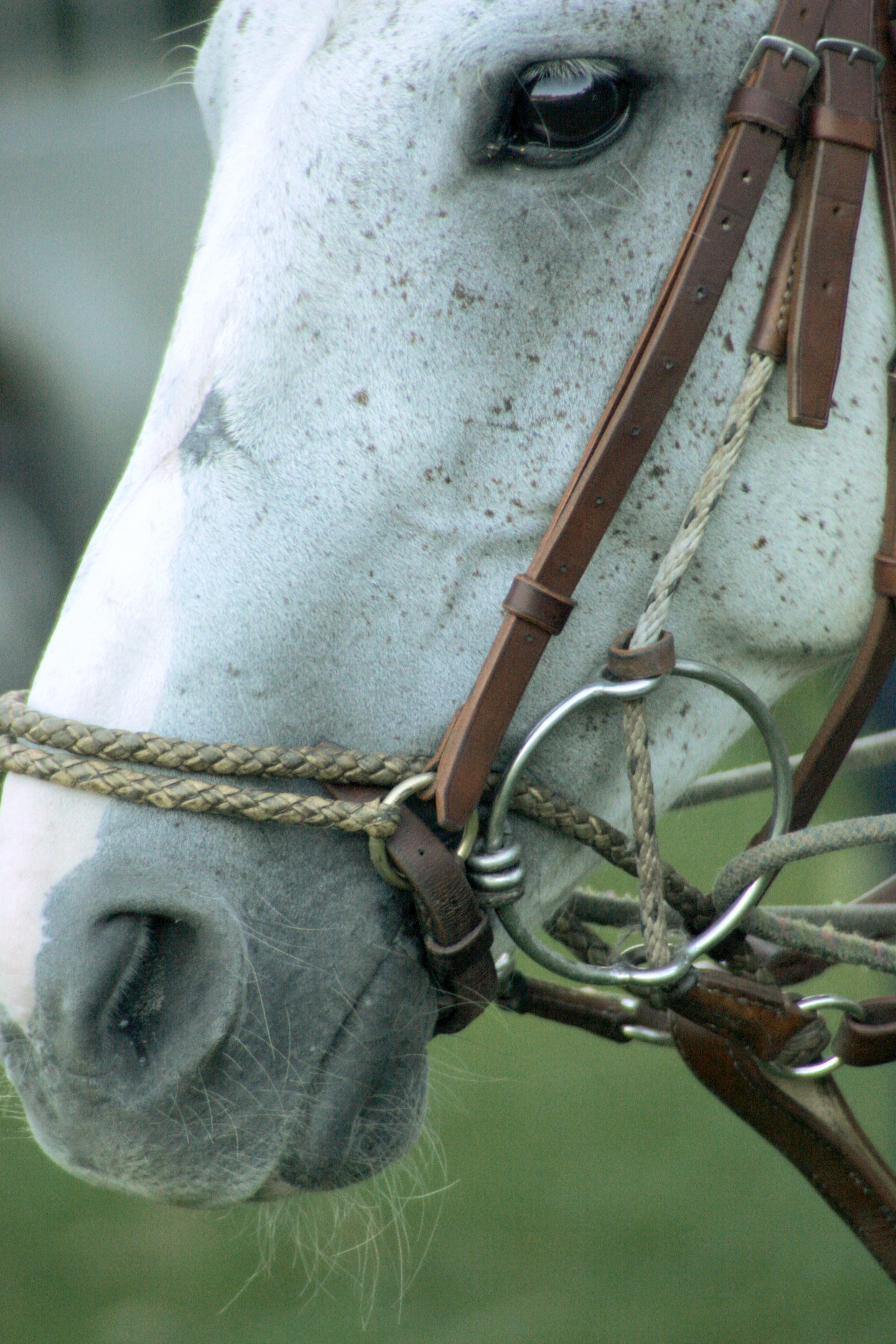
Aufziehtrense Ringform
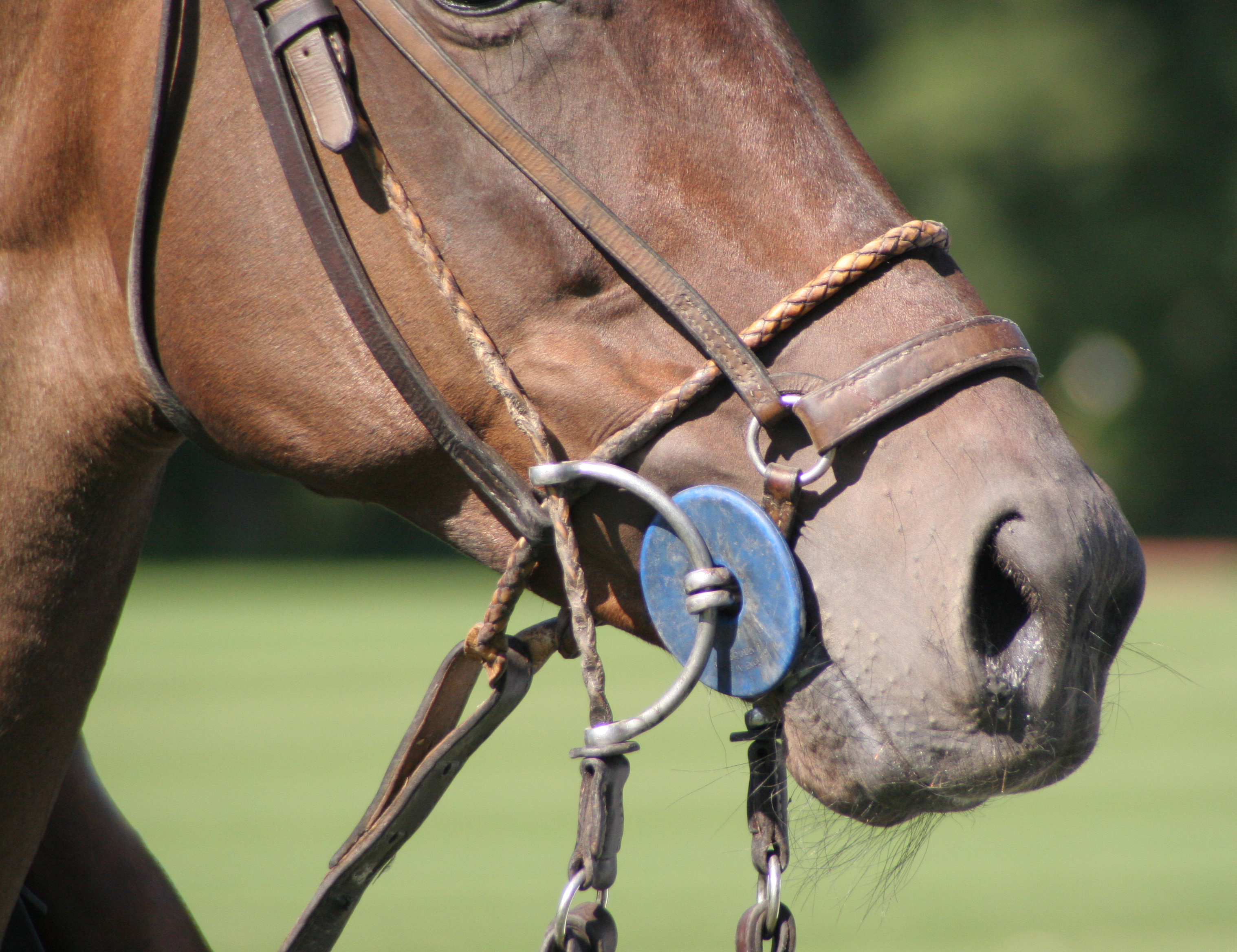
Aufziehtrense halber Ring
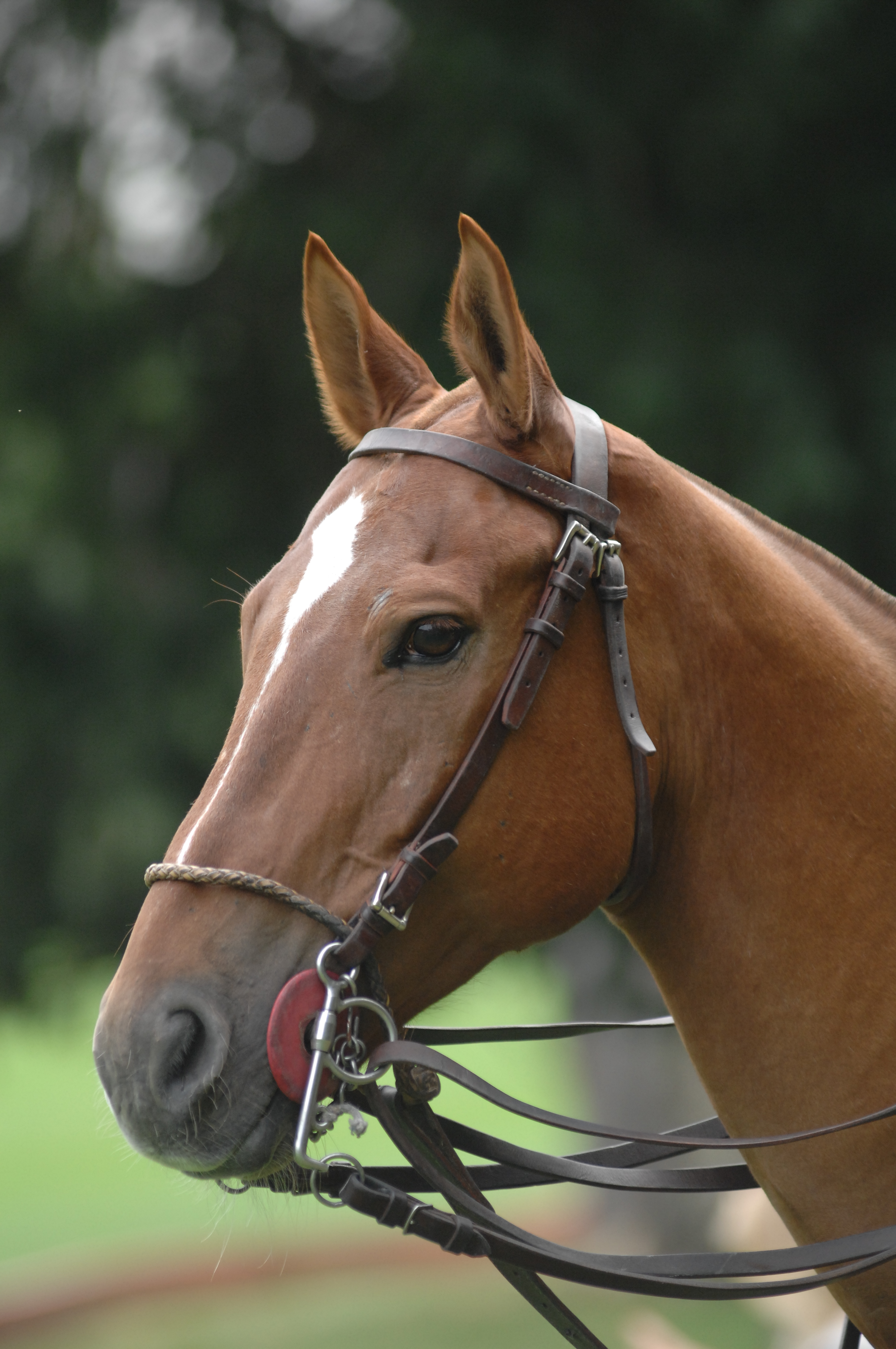
Pelham

Beinschutz
Wie bei anderen Pferdesportarten auch werden Bandagen, Gamaschen, Springglocken und sonstige Hilfsmittel zum Schutz der Pferdebeine verwendet. Im Unterschied zu anderen Pferdesportarten werden aber oft auch die Pferdebeine bandagiert und darüber Sehnenschoner bzw. Gamaschen angelegt.

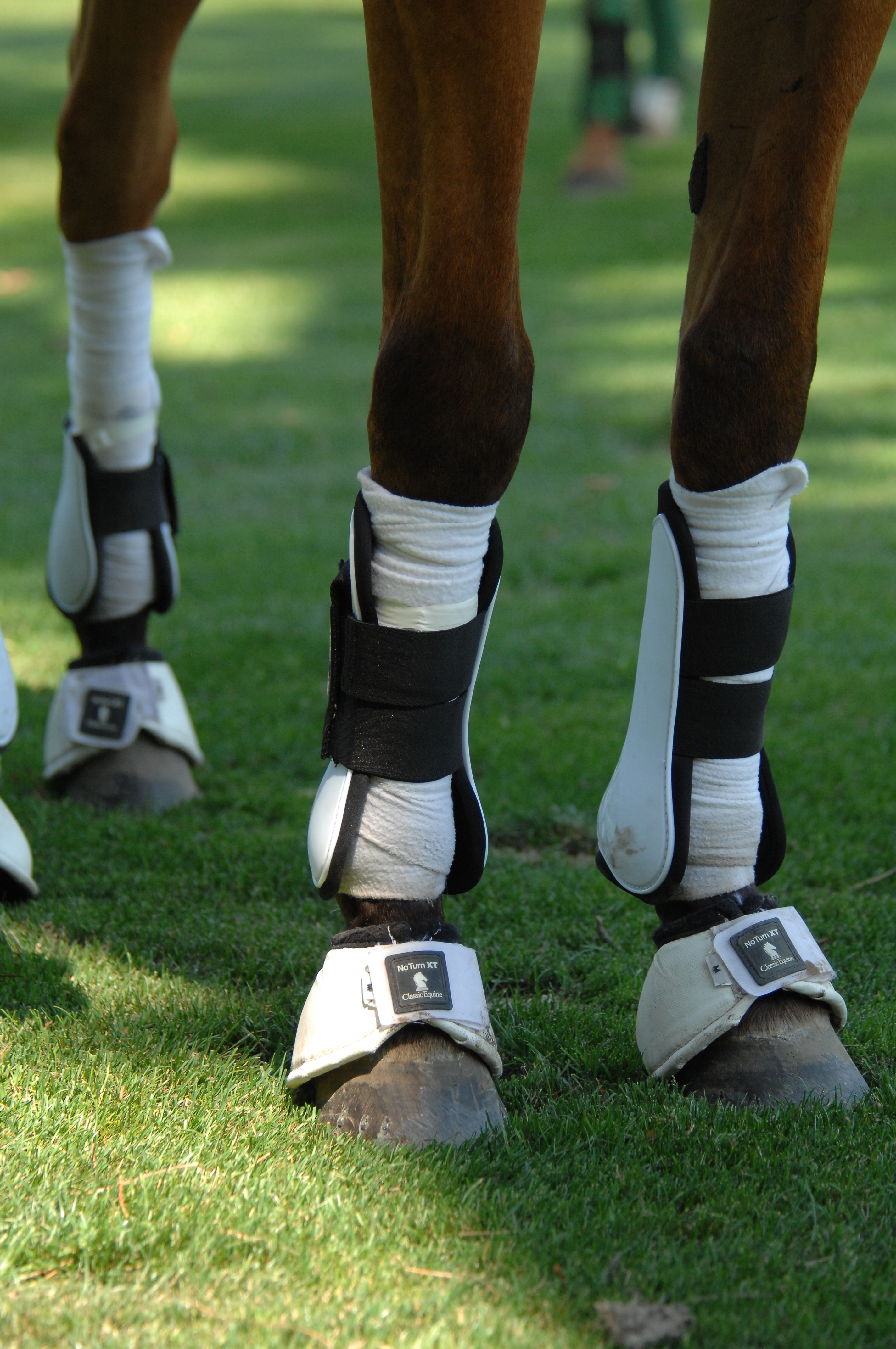
Gängige Variante als Pferde-Beinschutz

Lang- und Kurzhaar
Da sich der Poloschläger beim weiten Ausholen („full swing“) im Pferdeschweif verfangen würde, wird der Schweif heutzutage bandagiert (engl.: „taped“), früher gar gänzlich kupiert. Die Mähnen sind aus ähnlichem Grund geschoren, damit das Langhaar nicht bei der Zügelführung und der Sicht auf den Ball stört.

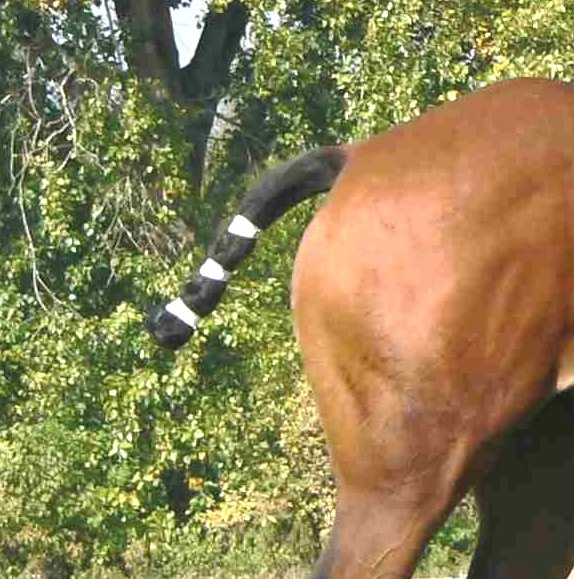
Gebundener Schweif
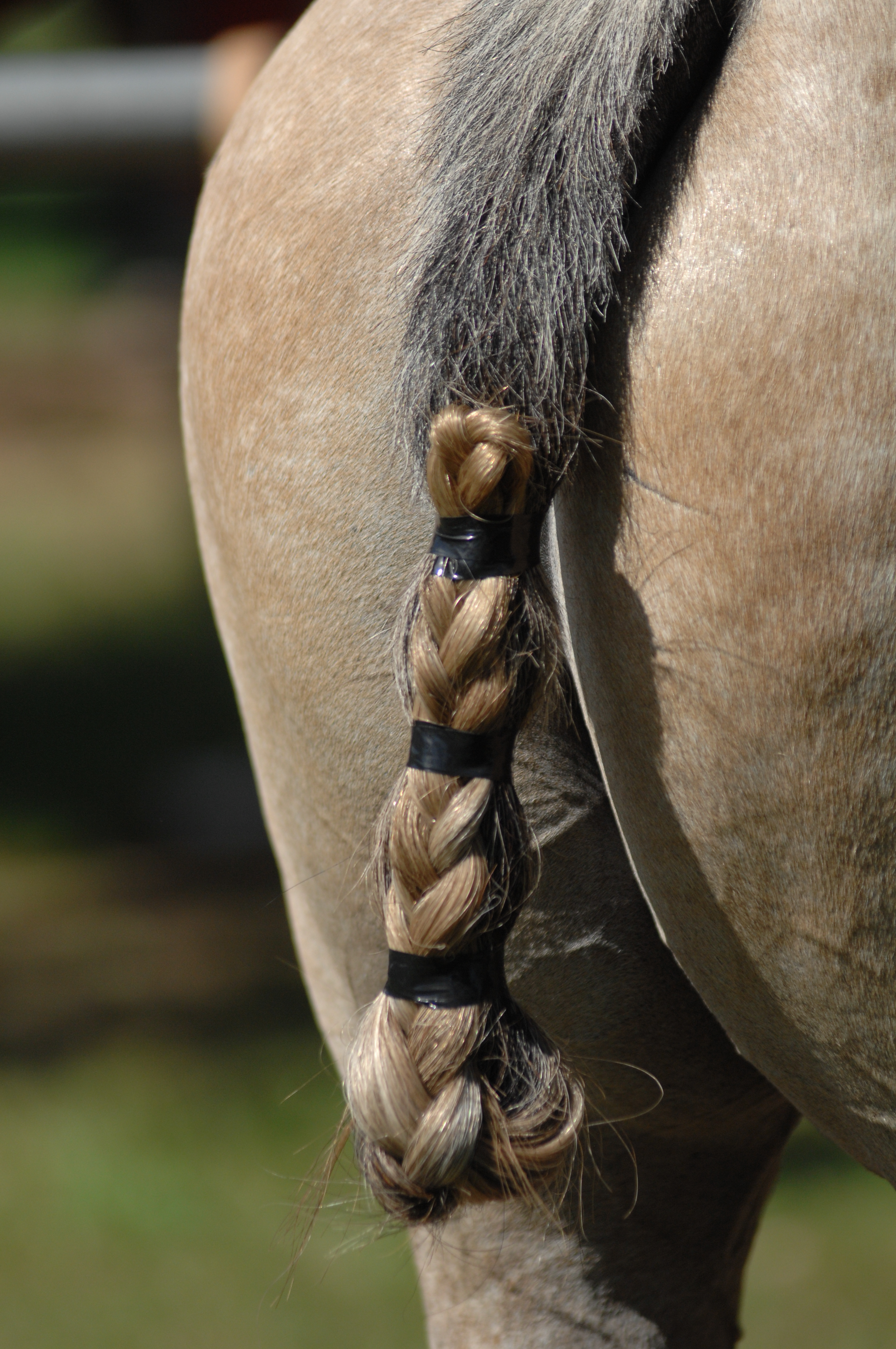
Bandagierte Form
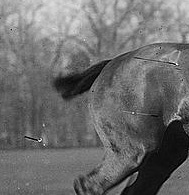
Kupierter Schweif
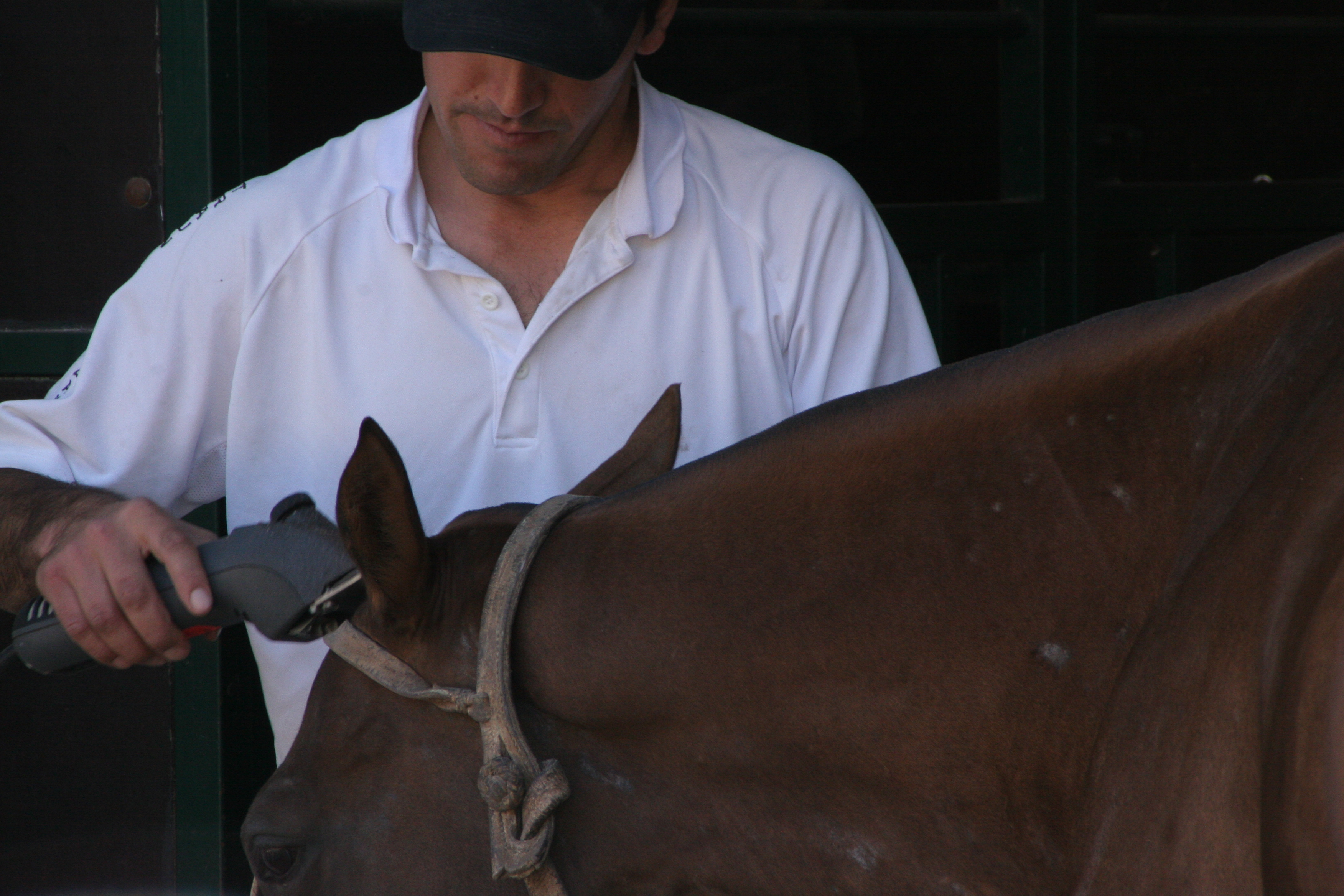
Scheren der Mähne
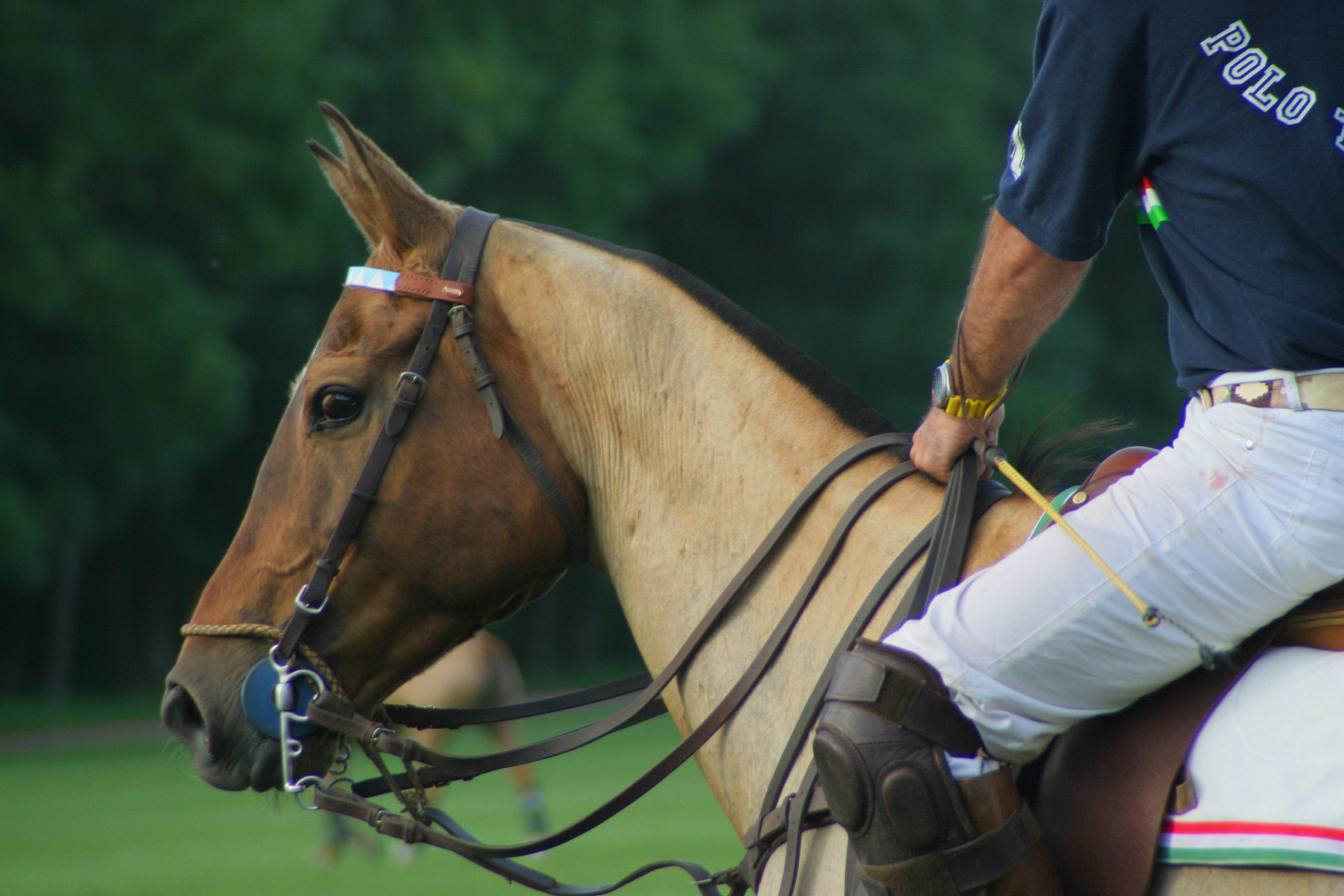
Polopferd, geschoren

### Spiel
Schläger
Der Poloschläger (Mallet, Stick) wird immer rechts gehalten (auch von Linkshändern). Er besteht aus einer hölzernen zylinderförmigen Schlagfläche, die an der dem Pferd zugewandten Seite abgeschrägt ist und wegen ihrer Form auch „Zigarre“ genannt wird. Die Griffverlängerung ist aus Bambus oder Faserverbundwerkstoff gefertigt, der Griff ist ähnlich geformt wie bei einem Sportsäbel. Eine Schlaufe, die um den Daumen gelegt und dann über den Handrücken geführt wird, verhindert, dass der Spieler seinen Schläger verliert, wenn er ihn loslässt. Die Art der Wicklung stellt aber auch sicher, dass der Spieler den Schläger sofort fallenlassen kann, falls er sich irgendwo verfangen sollte. Die Länge der Schläger variiert je nach Größe des Spielers und seines Pferds, sie wird in Zoll gemessen. Gängige Poloschläger reichen von 48 bis 53 Zoll. Bemerkenswert ist, dass anders als in vielen anderen Sportarten technische Weiterentwicklungen kaum angenommen werden, sondern die Sportgeräte im Prinzip in ihrer Urform weiterbestehen.
Bälle
Die Polobälle für normales Graspolo sind sieben bis acht Zentimeter groß, wiegen ca. 130 Gramm, sind weiß und bestehen ausschließlich aus Hartkunststoff. Polobälle für Schnee- oder Beachpolo sind ca. 20 Zentimeter groß und meist rot, bestehen aus mit Luft gefülltem Hartgummi und sind somit viel leichter, um im Sand oder Schnee nicht zu versinken.

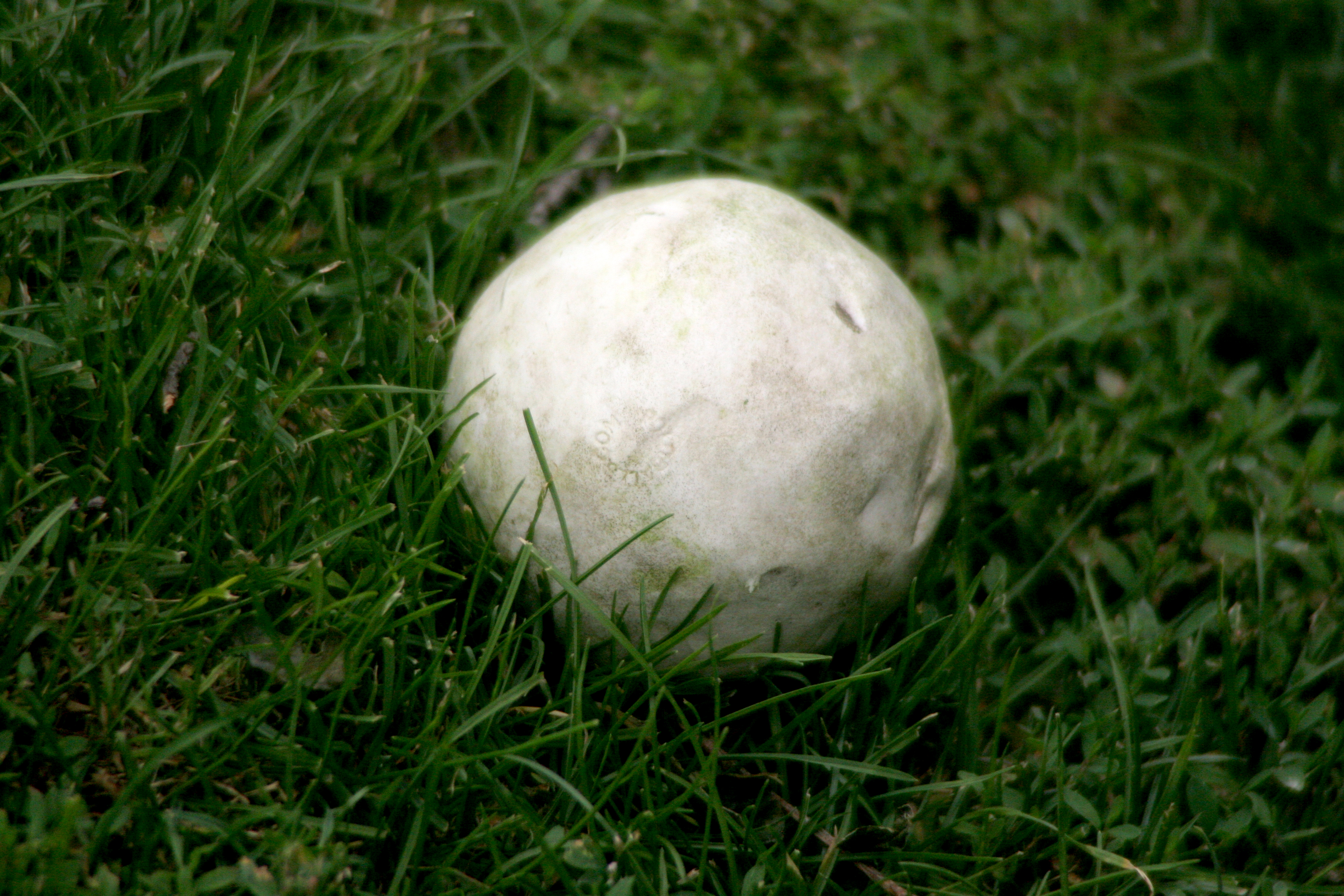
Poloball für Polo auf Gras
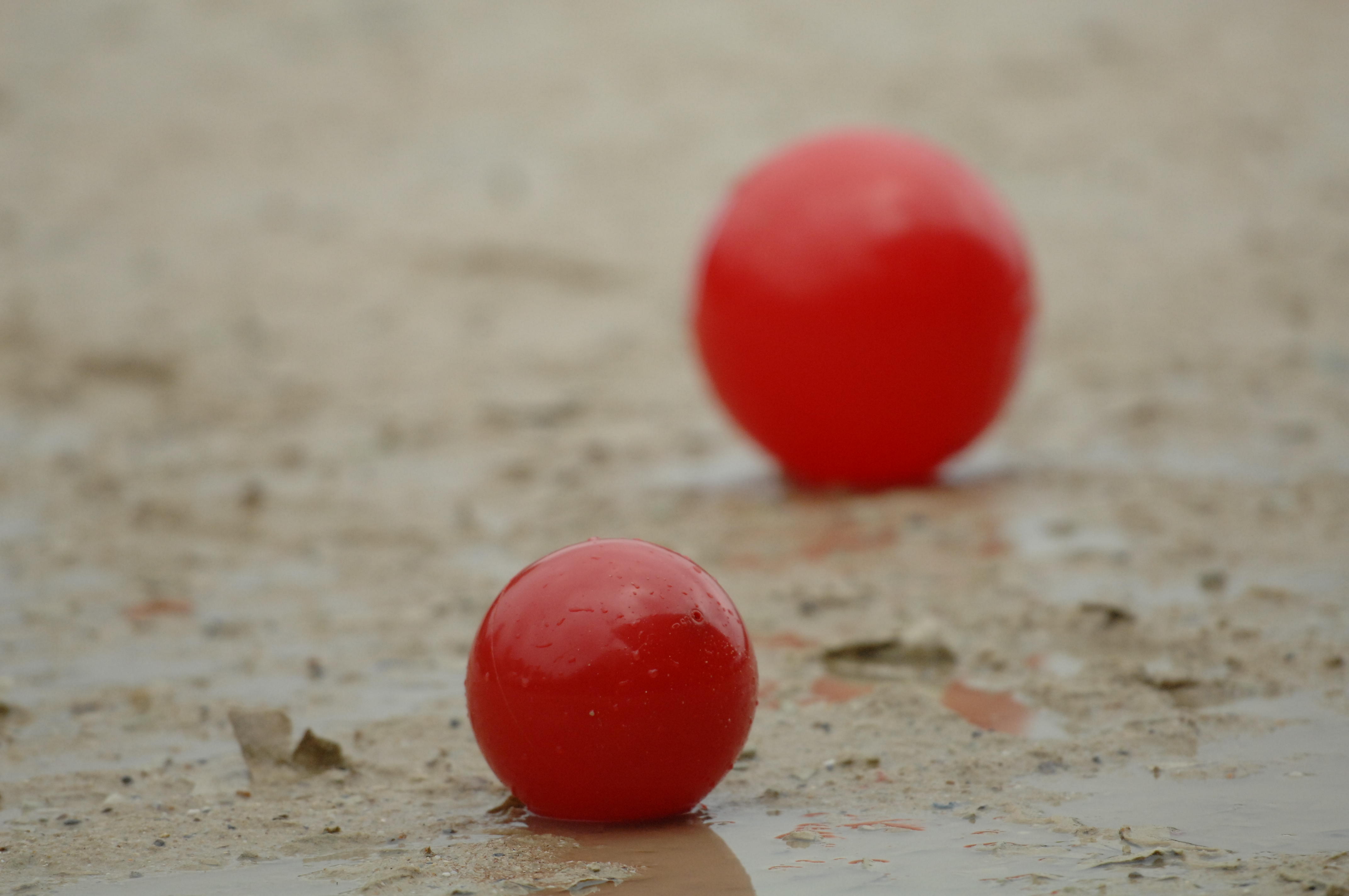
Polobälle für Polo auf Sand oder Schnee

## Reitweise

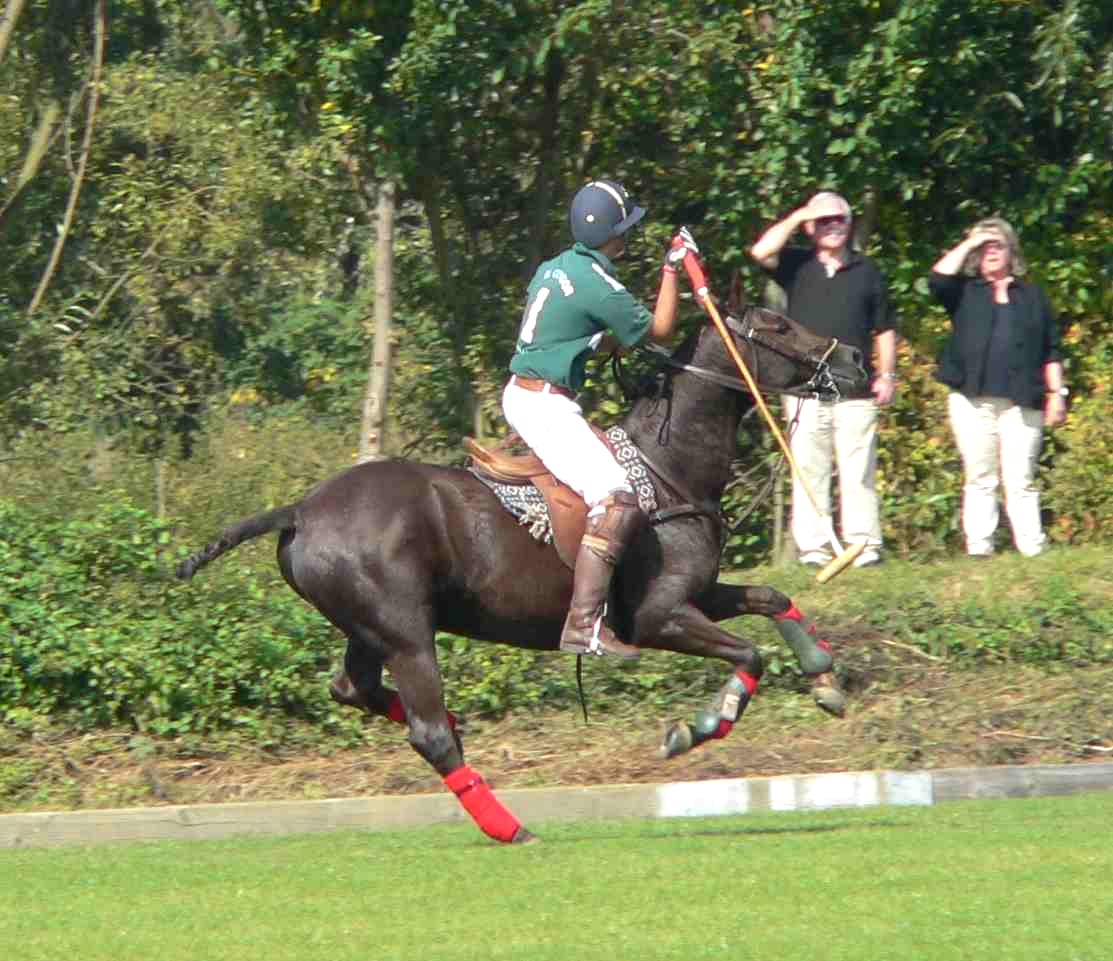
Polospieler während eines Sprungs

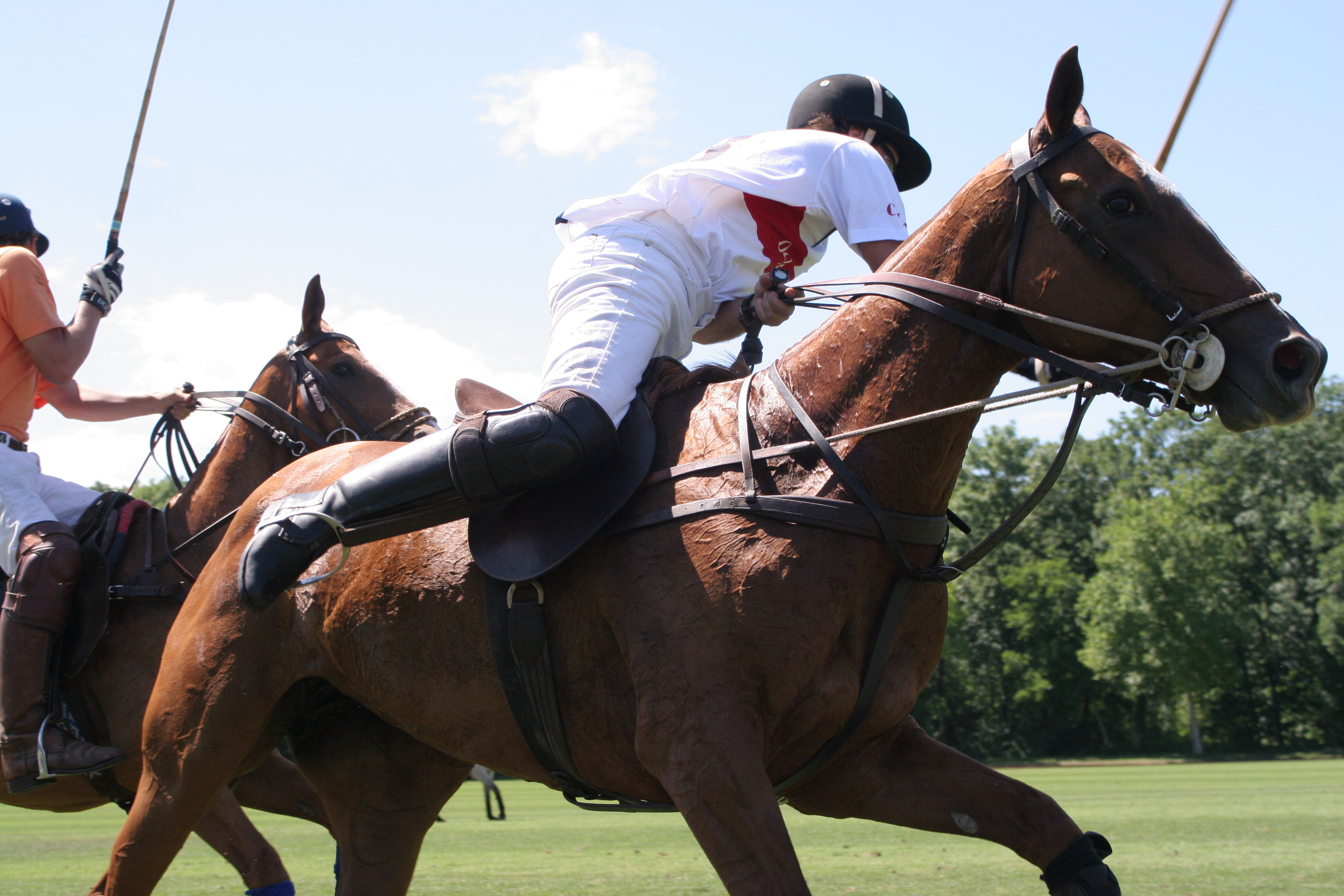
Knieschluss

Die Reitweise ist großenteils recht unterschiedlich zu klassischen Reitweisen wie der traditionell englischen oder der Westernreitweise.
Sitz und Haltung
Die Steigbügelriemen werden eher kurz geschnallt. Der Spieler dreht sich beim Schlag zum Ball, steht aber nicht klassisch in den Steigbügeln, sondern dreht sich im Sattel und stützt sich auf seine fest geschlossenen Knie. Entweder schlägt er den Ball in der Position des Halbsitzens („half-seat“) oder aber sitzend im vorderen Teil des Sattels. Wichtig ist die Drehung zum Ball, die man bei allen Top-Spielern sieht.
Kommandos
Anreiten und Geschwindigkeit erhöhen
Angetrieben wird das Pferd mit Schenkeln, Oberkörper und Zügeln. Um dem Pferd ein Vorwärts zu signalisieren, werden die Unterschenkel je nach gewünschter Intensität mehr oder weniger weit zurückgelegt, der Oberkörper bzw. der Körperschwerpunkt nach vorne verlagert und die zügelführende Hand dem Mähnenkamm entlang ebenfalls mehr oder weniger weit nach vorne geführt.
Geschwindigkeit drosseln
Je nach gewünschter Intensität des Bremsens oder des Stoppens verlagert man den Oberkörper nach hinten, setzt sich fest in den Sattel und schiebt die Beine nach vorne. Automatisch geht auch die Zügelhand leicht nach hinten. Nur bei raschem „Positions-Stoppen“ wird die Zügelhand aktiv und vehement zum Bremsen eingesetzt.
Handwechsel
Um im Galopp die Hand des Pferdes zu wechseln, wird zuerst der Oberkörper in die neue Richtung gedreht, die Zügelhand leicht nach oben geführt und das Gewicht nach hinten verlagert, sodass das Pferd die Vorderbeine zum Handwechsel entlasten kann. Zusätzlich unterstützt ein leichter Druck des Außenschenkels den Handwechsel.

## Schlagtechniken
- Half swing: Halb ausgeführter Schlag
- Full swing: Voll ausgeführter Schlag

- Offside: Schlag auf der schlägerführenden (rechten) Seite
- Nearside: Schlag auf der schlägerabgewandten (linken) Seite

- Forehand: Schlag in die Reitrichtung
- Backhand: Schlag gegen die Reitrichtung
- Under the neck: Schlag unter dem Hals des Pferdes
- Under the tail: Schlag hinter dem Pferd

- Back Open: Der Schlag wird nach hinten ausgeführt, wobei der Ball eher weg vom Pferd geschlagen wird.
- Back Tail: Der Schlag wird nach hinten ausgeführt, wobei der Ball hinter dem Pferd vorbeigeht.

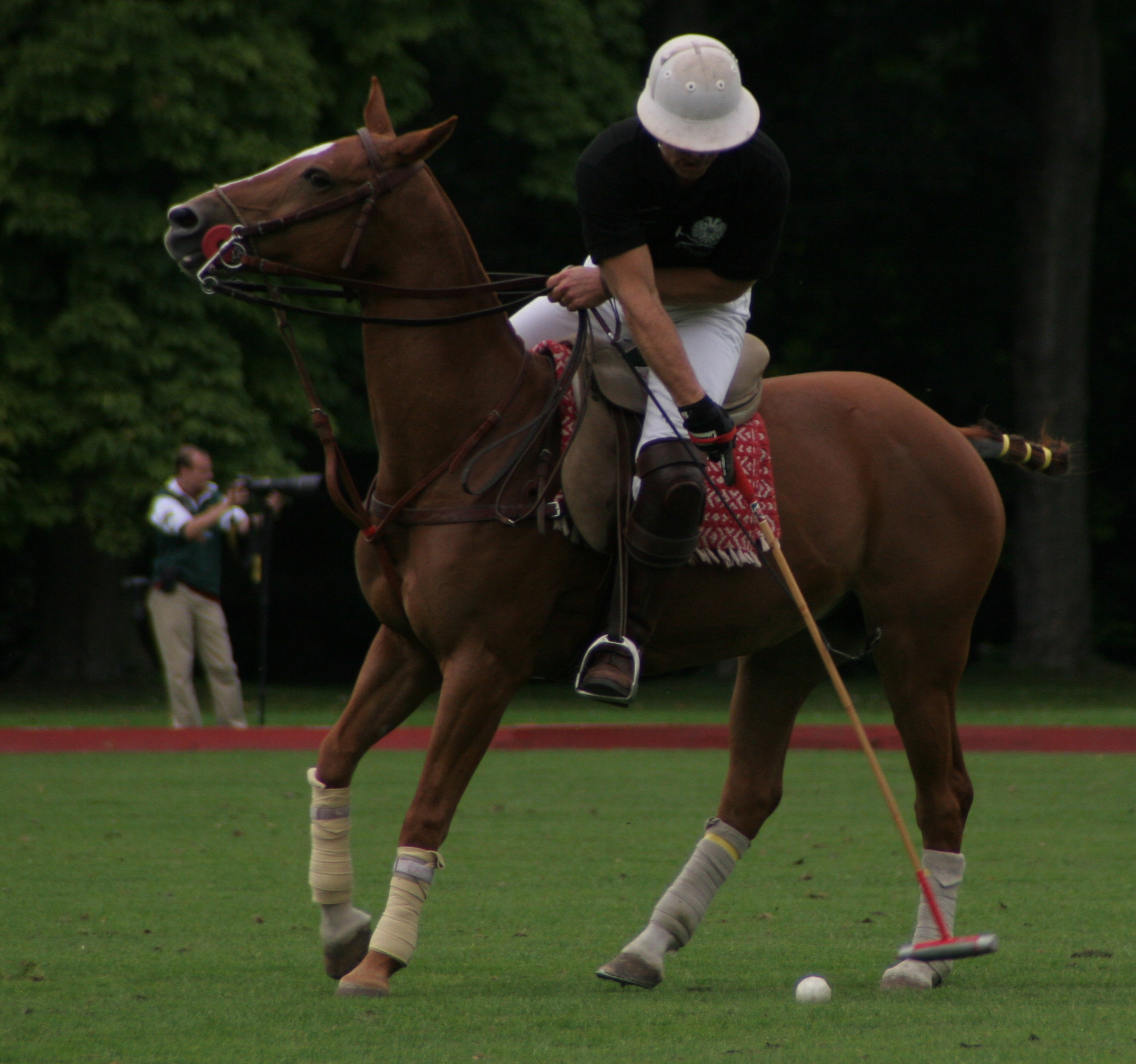
Nearside forward
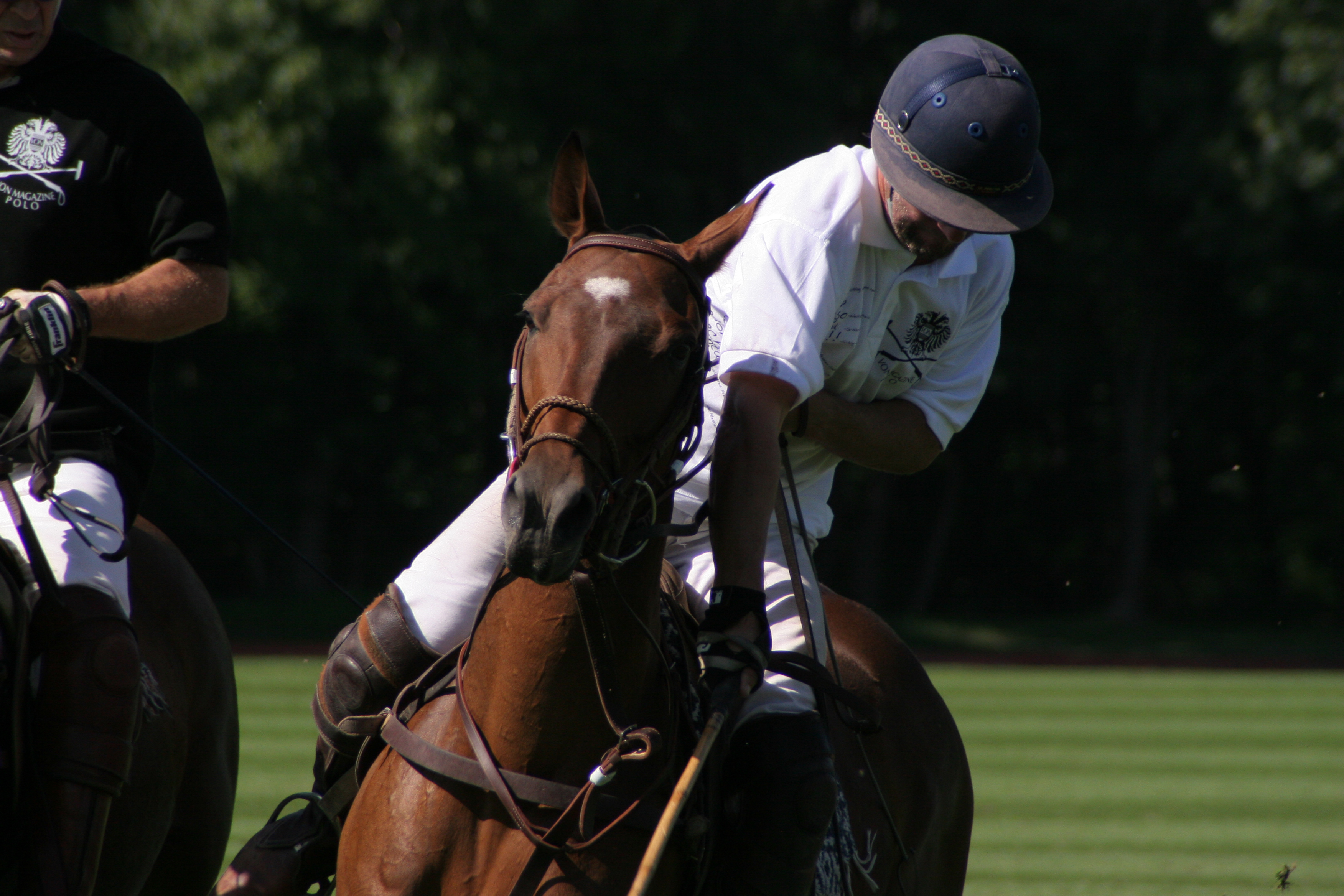
Nearside back half
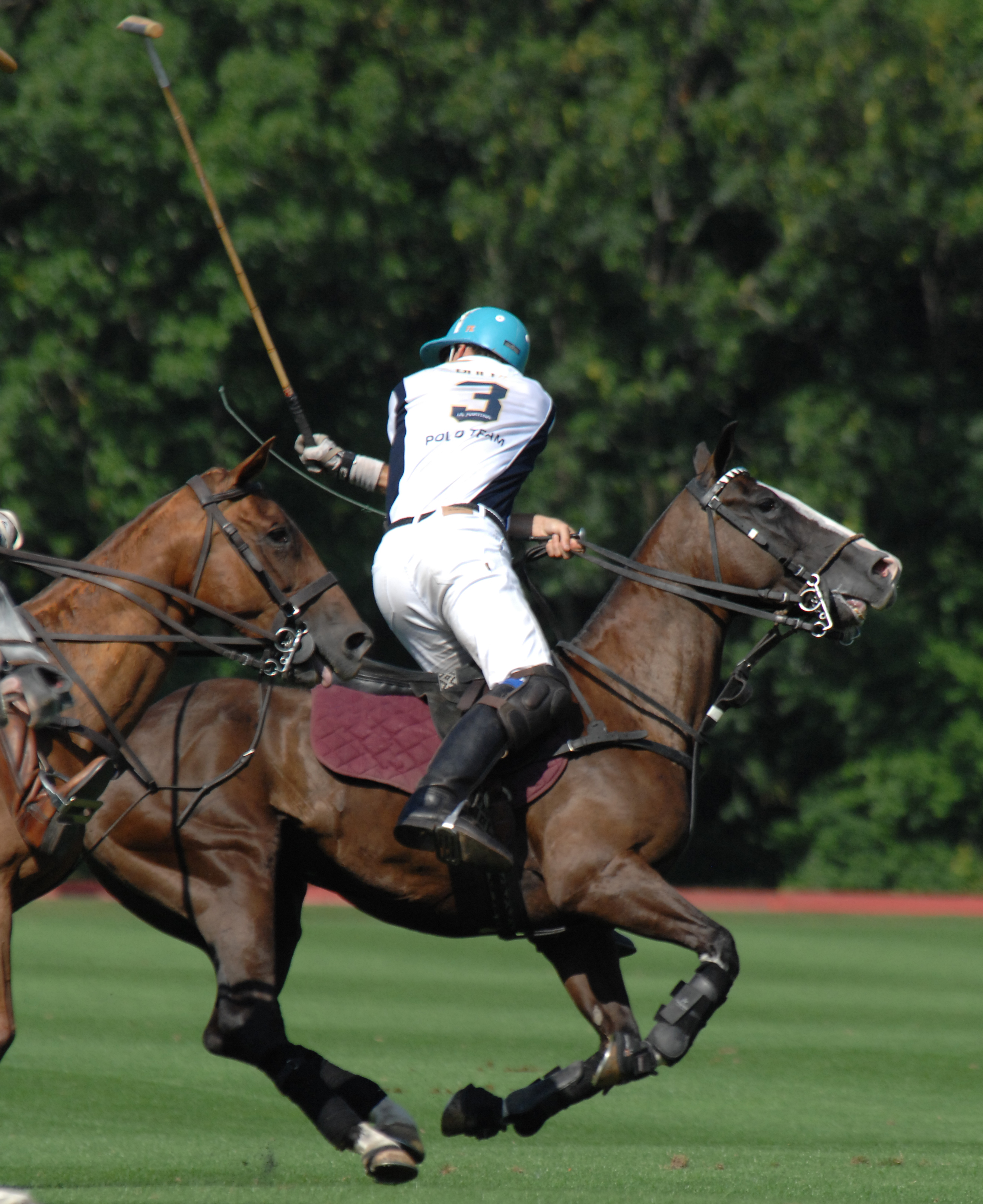
Nearside back full
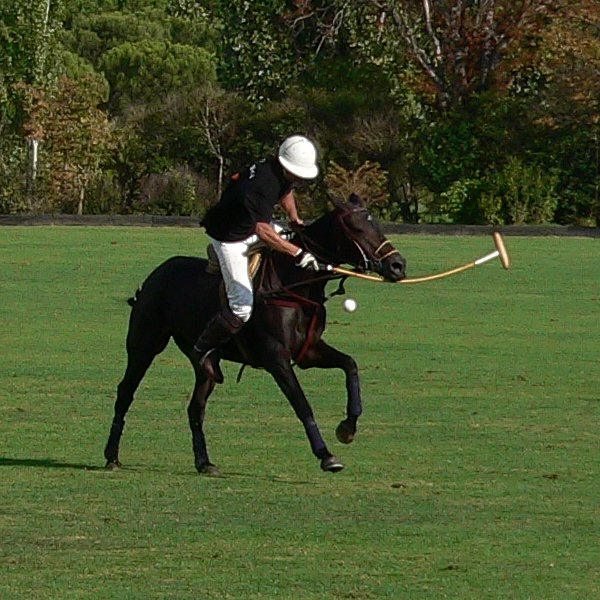
Under the neck

„Offside“-Bewegungsablauf
In der Vorbereitungsphase erhebt sich der Spieler aus dem Sattel „out of the pony“ und stützt sich hauptsächlich auf seine zusammengeklemmten Knie. Der rechte Arm wird wie beim Tennis knapp am Körper nach hinten geführt. Beim Schwung (swing) wird der Oberkörper nach unten gebeugt, und die Beine dienen als Federung, um die Pferdebewegung auszugleichen. Der Ball wird auf der Höhe des Unterschenkels geschlagen. Nachdem der Ball getroffen worden ist, folgt der Schläger weiter dem Vorwärtsschwung.
„Nearside“-Bewegungsablauf
Die Arme werden gekreuzt, wobei die Zügelführung weiterhin vorhanden sein muss. Ansonsten wird der Schlag ähnlich wie ein „Offside“-Schlag ausgeführt, nur dass alles auf die linke Seite abgestimmt ist.
„Under the neck“-Bewegungsablauf
Der Ball wird viel früher und weiter vorne geschlagen, damit der Bambusstab des Schlägers unter dem Hals durchschwingen kann.

## Polopony

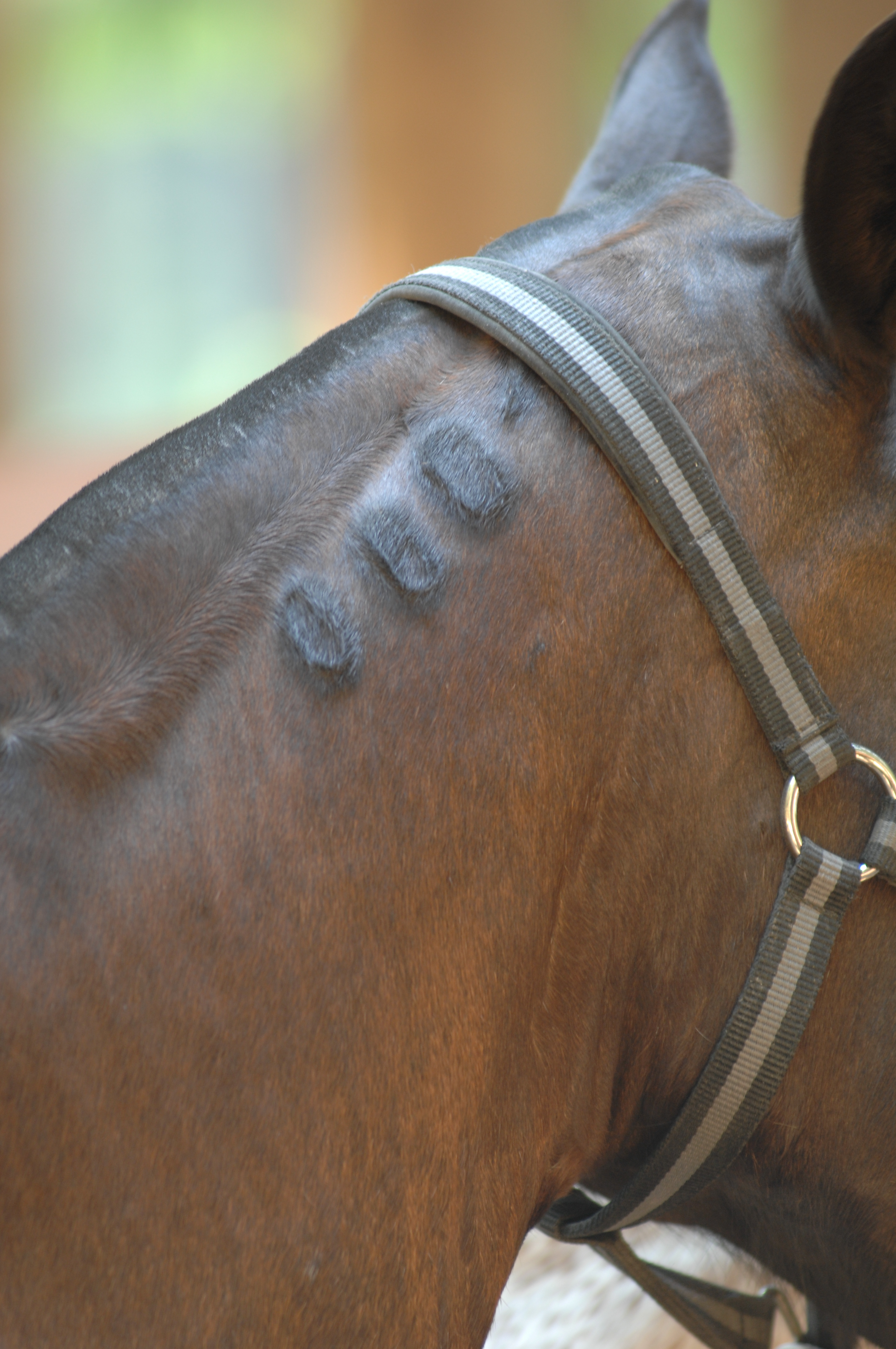
Polopferd-Brandzeichen

Auch wenn die Regeln es zulassen, Polo auf jedem beliebigen Pferd zu spielen, kommen doch zumeist speziell gezüchtete Poloponys zum Einsatz, die überwiegend aus Argentinien stammen (Polo Argentino). Das Stockmaß der Poloponys liegt in der Regel bei etwa 1,50 m. Die AACCP, der argentinische Verband der Züchter von Polopferden, definiert als Stockmaß des „Polo Argentino“ seit 1984 1,56 m. Zum größten Teil werden Stuten zum Polospielen verwendet. Durchaus oft werden auch ehemalige Rennpferde zu Polopferden umgeschult und in Spielen verwendet, oder es wird mit ihnen gezüchtet. Das Bemerkenswerte ist, dass die Pferde, die von Natur aus scheue Fluchttiere sind, beim Polo Kampf- und Jagdgeist entwickeln müssen und es zulassen, dass rund um ihren Kopf mit dem Schläger hantiert wird.

## Polo in verschiedenen Ländern
Polo wird heute in vielen Ländern der Erde gespielt.

### Argentinien

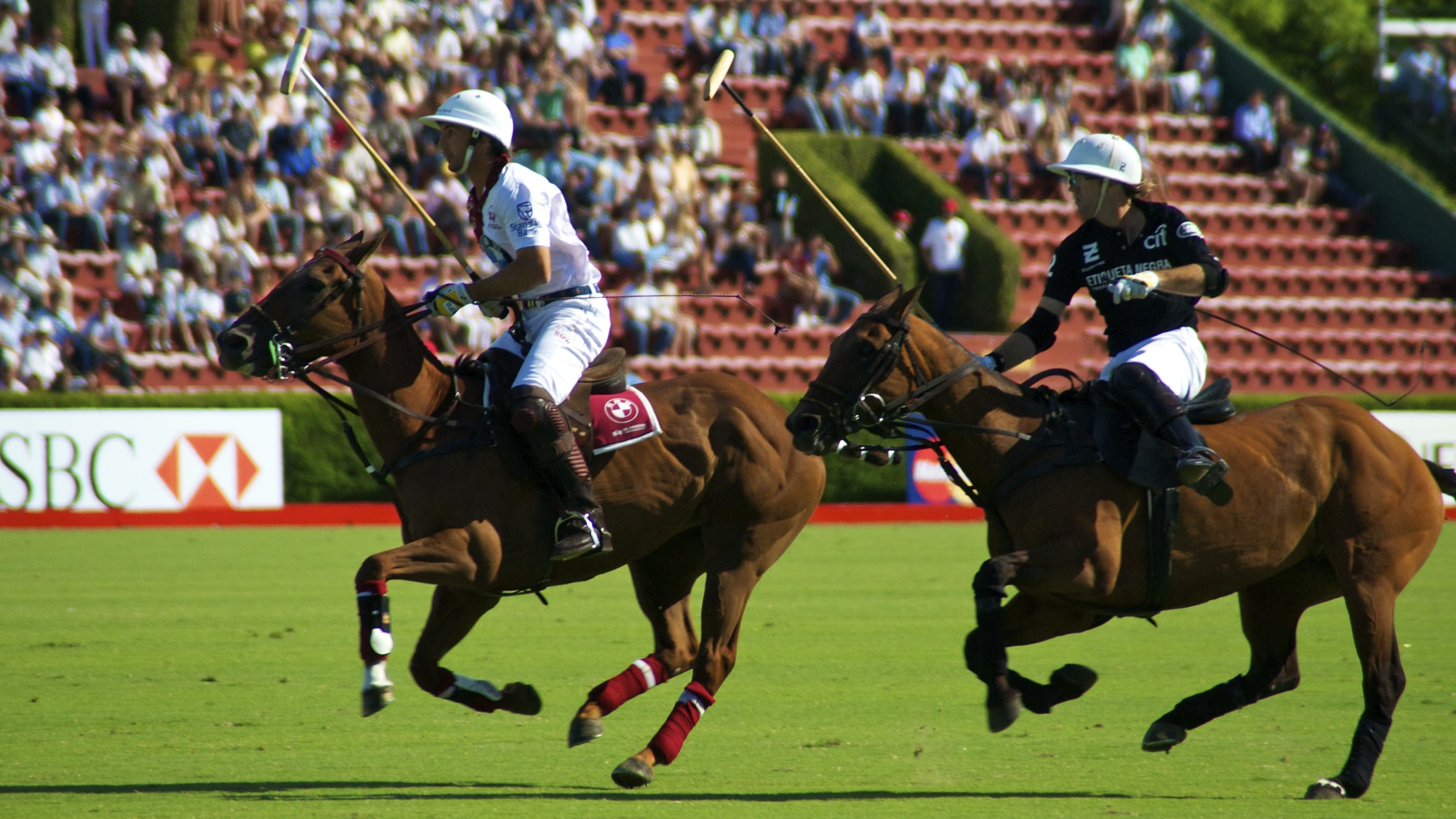
Polo-Meisterschaft in Argentinien

In Argentinien hat Polo eine weitere Verbreitung als in Europa. Ursprünglich dort von Briten eingeführt, gewann die Sportart rasch an Beliebtheit. Zum einen ist das wahrscheinlich auf die Ähnlichkeit mit Pato zurückzuführen, zum anderen konnten die Landbewohner gut reiten, und auf jeder Estancia gab es Pferde. Heute kommen die weltweit besten Spieler aus Argentinien, und ganze Familien sind mit dem Polosport verbunden, z. B. die Heguys oder die Novillo Astradas.

### Vereinigtes Königreich
Das Vereinigte Königreich ist das Land mit der breitesten Basis an Poloclubs in Europa. Die HPA führt rund 50 britische Clubs in ihrer Liste, von denen sich die meisten im Großraum London befinden. Polo wird in Großbritannien auch als Sportangebot an zahlreichen Universitäten (v. a. an Elite-Universitäten wie dem University College London (UCL), der London School of Economics (LSE) und der University of Oxford, University of Cambridge) gespielt, so dass das stete Nachwachsen junger Spieler gesichert ist. Zu den stärksten Spielern Großbritanniens gehören zurzeit u. a. die Brüder Mark und Luke Tomlinson, letzterer mit einem Handicap von acht in Argentinien, sowie James Beim, Henry Brett und Tom Morley.

### Deutschland

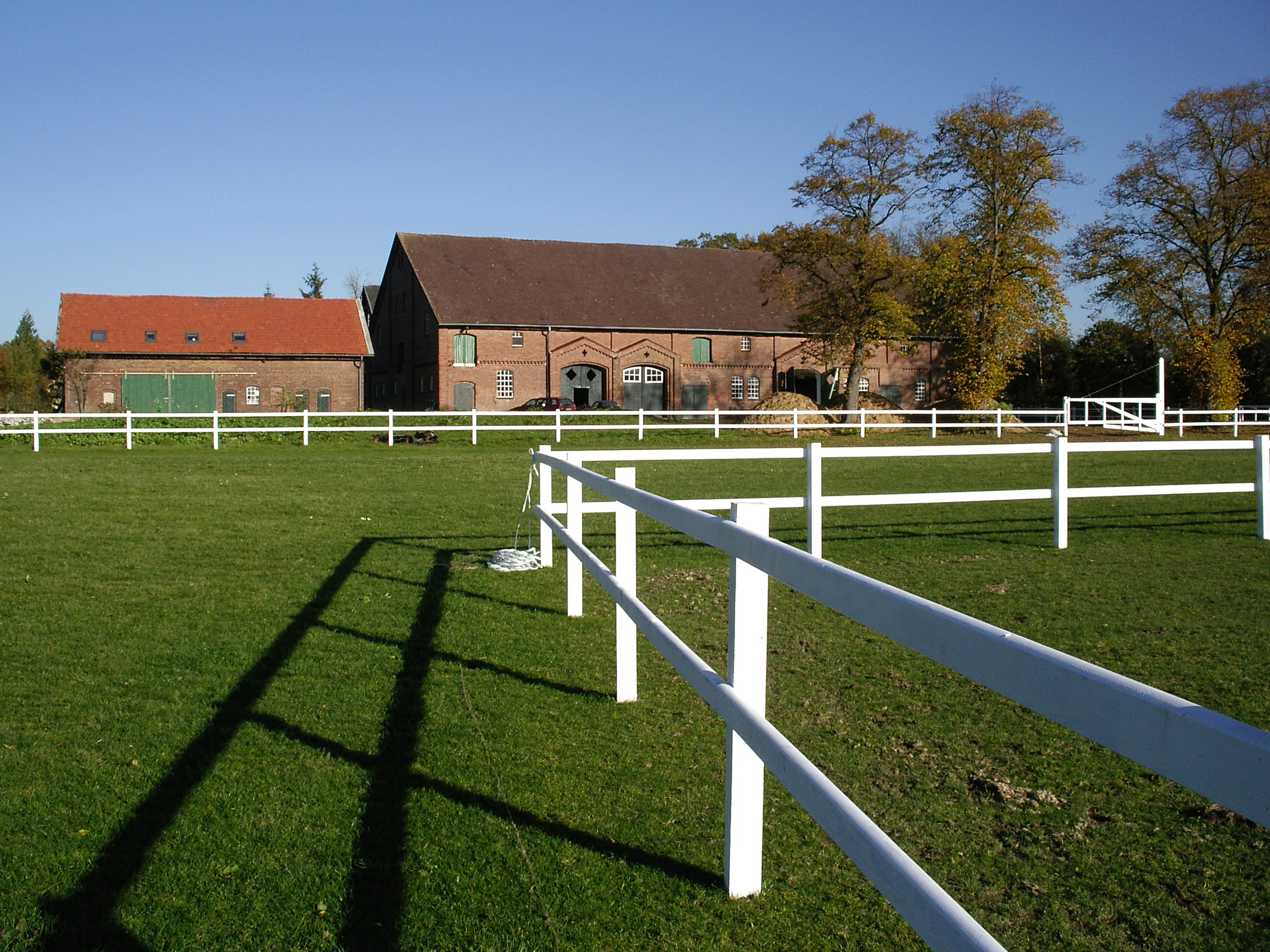
Gut Aspern in Groß Offenseth-Aspern, Sitz des Polo Clubs Schleswig-Holstein

In Deutschland ist die Poloszene 2012 mit 258 aktiven Polospielern im Vergleich zur argentinischen recht überschaubar. Historisch bedingt dürfte Hamburg sich die Ehre als inoffizielles Zentrum des Polosports geben; vier Polo-Clubs mit etwa 60 Mitgliedern haben dort ihren Sitz, unter anderem der Hamburger Polo Club in Flottbek, der als der älteste Polo-Club auf dem europäischen Festland gilt; auch der Sitz der Geschäftsstelle des Deutschen Polo Verbands ist dort. Die Anzahl der Clubs ist in der Hauptstadtregion Berlin-Brandenburg ebenfalls sehr hoch, dort werden seit 2008 auch die Deutschen Polo-Meisterschaften im High-Goal ausgetragen. Die Meisterschaften im Medium- und Low Goal werden jedes Jahr an einen sich bewerbenden Mitgliedsclub des DPV neu vergeben. Daneben gibt es Polovereine im Umfeld aller anderen deutschen Großstädte, insbesondere in München und Düsseldorf. Der beste deutsche Spieler mit einem Handicap von +4 ist Thomas Winter (Hamburg), gefolgt von Christopher Kirsch (Groß Offenseth-Aspern), mit einem HDC von +4. Die deutsche Poloszene wird durch ausländische Spieler („playing pros“) und Pferdepfleger („grooms“) unterstützt, die sowohl in sportlicher Hinsicht als auch in Sachen Brauchtum und Tradition eine wichtige Stütze des Sports in Deutschland sind.

### Österreich
Neben dem Poloclub in Ebreichsdorf bei Wien, wo auch die Polo-Europameisterschaft 2010 ausgetragen wurde, und dem Dienst’l Gut in Launsdorf Hochosterwitz in der Nähe von Klagenfurt (Kärnten) gibt es seit 2013 auch die A Quechua Poloschule Graz/Kumberg unter der Leitung des Präsidenten der Polo Instructors and Players Association Uwe Seebacher (HC 2). Außerdem gibt es auch noch weitere Poloclubs bei Wiener Neustadt und in Niederweiden in Niederösterreich.
Neben den Poloschulen und -Clubs konnten sich auch einige Polo-Events in Österreich etablieren. so gibt es mit dem sogenannten „Poloevent in Kitzbühel“ auf Schnee und einigen Events (z. B. in Bad Gastein oder Seefeld in Tirol) der Polo Instructors and Players Association Snow- und Beach-Polo Tour nahezu ganzjährig Polo-Events in Österreich, über die mittlerweile sogar im Österreichischen Rundfunk oder anderen nationalen sowie internationalen Medien berichtet wird.
Des Weiteren liegt mittlerweile auch der Sitz der Polo Instructors and Players Association, kurz PIPA, in Wien.

### Schweiz

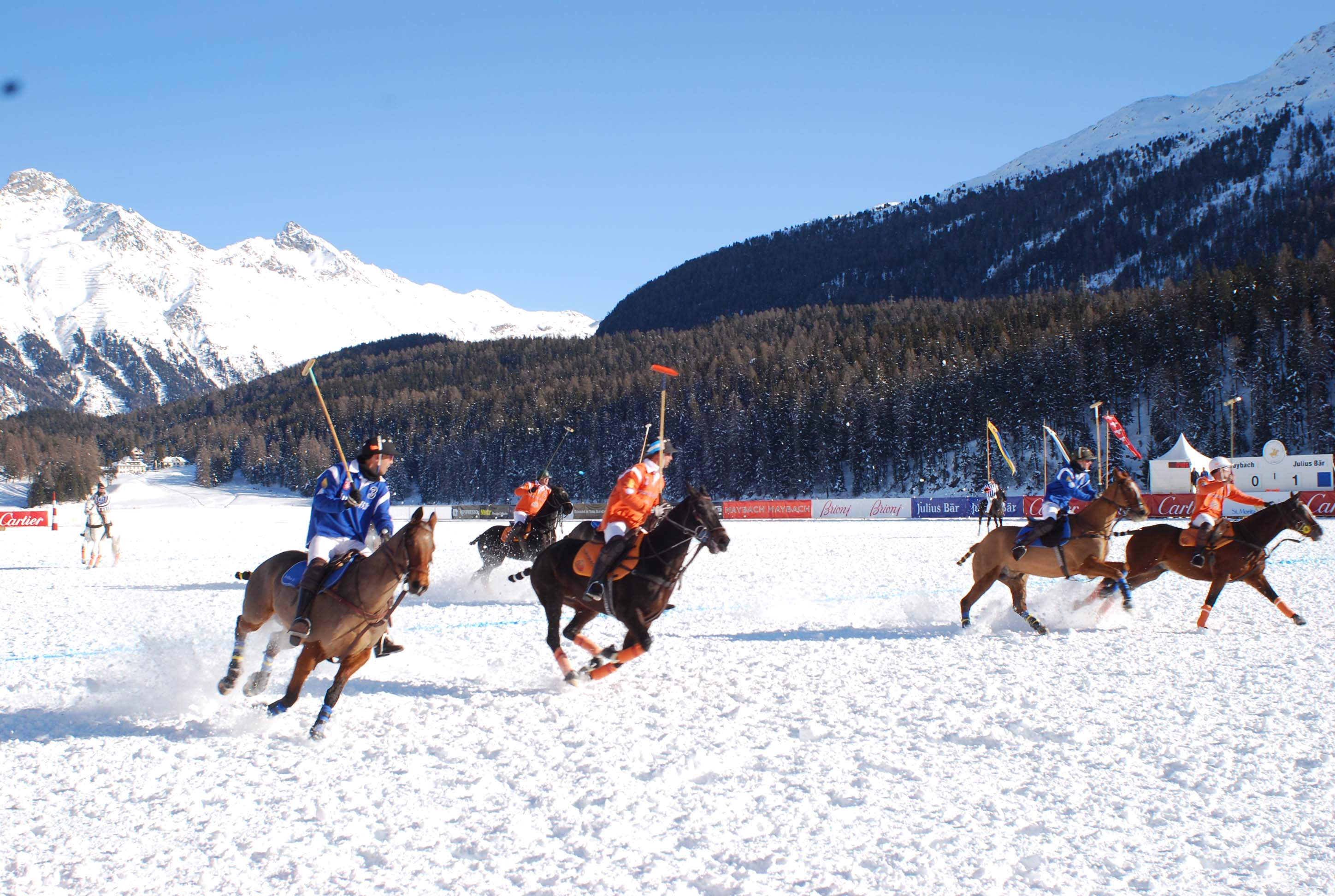
Polo World Cup on Snow (2008)

Neben Polo-Clubs in Ascona, Genf, Bern und Zürich wurde 1959 der St. Moritz Polo Club, präsidiert von Dr. P. R. Berry, gegründet. Der St. Moritz Polo Club ist seit 1960 Organisator zahlreicher Sommer- und Winterpoloturniere. Seit 1985 findet in St. Moritz das weltweit prestigeträchtigste und sportlich höchstrangige Winterpoloturnier statt. Der St. Moritz Polo World Cup on Snow wird auf dem gefrorenen St. Moritzer See ausgetragen und findet jeweils Ende Januar statt. Vier High-Goal-Teams  mit Handicaps zwischen 20 und 22 Goals kämpfen um die begehrte „Cartier Trophy“. An den vier Turniertagen finden täglich zwei hochkarätige Spiele bis hin zum großen Finale am Sonntag statt. Dabei spielen die weltweit besten Polospieler aus Argentinien, Chile, Großbritannien, Australien und anderen Ländern. Gerade die speziellen Verhältnisse auf Schnee und die ungewohnte Lage 1800 Meter über Meer fordern Außergewöhnliches von Tier und Mensch. Daneben wurde im Jahr 2009 der Polo Club Ascona, präsidiert von Uwe Zimmermann, gegründet, welcher jeweils im Sommer in Ascona auf dem alten Flughafen ausgetragen wird. Außerdem findet jährlich in Gstaad der Silver Cup statt. Obwohl nächtliche Spiele bei elektrischem Flutlicht schon in England im 19. Jahrhundert veranstaltet wurden, hatte „Night Polo on Snow“ seine Weltpremiere 2005 in Klosters.

### Liechtenstein
Seit April 2014 wird auch im Fürstentum Liechtenstein in Vaduz Polo gespielt. Im August 2014 konnte die Liechtensteinische Polonationalmannschaft mit Gerardo Cosentino aus Liechtenstein die Beach Polo-Europameisterschaft in Lignano für sich entscheiden, dies vor der Slowakei und Italien. Jährlich findet der Princely Polo Cup statt. Princely Polo Cup ist eine geschützte Marke. Seit 2016 präsidiert Gerardo Cosentino den Princely Polo Cup, welcher vom Princely Polo Club organisiert wird. Dieses mittlerweile internationale Turnier wird jeweils im Sommer in Vaduz / Liechtenstein ausgetragen.

### Luxemburg
Der Polo-Club Luxembourg wurde im Jahr 2004 von André Mailliet gegründet. 2007 wurde das erste Poloturnier in Luxemburg ausgetragen.

### USA
Jedes Jahr von Januar bis April finden im International Polo Club (IPC) in Wellington, Florida zahlreiche hochrangige Turniere statt, an denen viele argentinische Profis mit hohen Handicaps von +9 und +10 und Polospieler aus aller Welt teilnehmen. Dazu zählen die US Open und der Gold Cup of the Americas.
Arena Polo wird in Tryon International Equestrian Center in North Carolina gespielt.

## Turniere

### Triple Corona
Die Turniere der argentinischen Copa Triple Corona sind die bedeutendsten Poloturniere weltweit. Die Triple-Corona-Turniere sind in kalendarischer Reihenfolge:
- Tortugas Open Ende September/Anfang Oktober
- Hurlingham Open im November
- Argentinische Open im Dezember

Alle drei Turniere sind „offene“ Meisterschaften. Das heißt, Unterschiede in den Handicaps der teilnehmenden Teams werden nicht durch Punktvorsprünge ausgeglichen. Die „Triple Corona“ wurde in der Geschichte des argentinischen Polosports bisher nur von wenigen Mannschaften gewonnen:
- Coronel Suárez: 4 (1972, 1974, 1975 und 1977)
- La Dolfina: 3 (2013, 2014 und 2015)
- Ellerstina: 2 (1994 und 2010)
- Santa Ana: 1 (1973)
- La Aguada: 1 (2003)

### Europameisterschaft
Die Europameisterschaft im Polo findet seit 1993 statt. 2010 fand die EM in Ebreichsdorf, Österreich statt. Bei der EM 2016 in Berlin gewann Irland vor Frankreich und Deutschland. Die deutsche Polonationalmannschaft der Damen gewann 2018 in Italien die Goldmedaille. 2023 fand die Europameisterschaft im Polo Club Düsseldorf statt. Die EM 2023 gewannen die Spanier vor Aserbaidschan, Deutschland wurde Dritter.

### Weltmeisterschaft
Die Poloweltmeisterschaft wurde 1987 erstmals ausgetragen. Zurzeit findet sie alle drei Jahre statt. Das Team-Handicap ist auf 14 begrenzt, um genug teilnehmende Länder finden zu können und um allen Teilnehmern eine gerechte Chance auf den Sieg zu geben. Die erfolgreichsten Nationen waren bisher Argentinien mit fünf und Brasilien mit drei Goldmedaillen. Deutschland konnte bisher noch keine Medaille erlangen.

### Olympische Spiele
Polo war bisher fünfmal Disziplin bei den Olympischen Spielen:
- 1900 in Paris,
- 1908 in London,
- 1920 in Antwerpen,
- 1924 in Paris und
- 1936 in Berlin.

Großbritannien war hier die erfolgreichste Nation mit insgesamt drei Gold-, zwei Silber- und zwei Bronze-Medaillen.
Neben den genannten Turnieren gibt es noch zahlreiche, von einzelnen Poloclubs veranstaltete Turniere im Gras- und Arenapolo. Die weltweit größte Serie im Snowpolo ist die PIPA Snow Polo World Cup Tour. Weitere nennenswerte Turniere gibt es in St. Moritz, Kitzbühel, Aspen sowie im Beachpolo unter anderem in Miami, Dubai oder Deutschland (Sylt, Timmendorf, Rügen, Warnemünde) sowie die PIPA Beach Polo World Series.

## Organisationen
Die Federation of International Polo (FIP) fungiert als internationaler Dachverband der nationalen Polovereinigungen. Daneben gibt es mit der Polo Instructors and Players Association, kurz PIPA, den Weltverband aller Polospieler und -trainer. Daneben gibt es zahlreiche nationale Organisationen, z. B. der Deutsche Polo Verband, die Hurlingham Polo Association (HPA) in Großbritannien oder die Asociación Argentina de Polo in Argentinien. Zu ihren Aufgaben gehört u. a. die Festlegung der Spieler-Handicaps, die sich in den einzelnen Ländern durchaus unterscheiden können.

## Prominente Polospieler
Vergangenheit
In den 1930er Jahren wurde Polo der Sport von Hollywoods High Society, so besaßen z. B. die Warner-Bros.-Studios ein eigenes Poloteam. Zu den Polospielern in Hollywood gehörten Jack Warner, der Produzent Hal B. Wallis („Casablanca“) und der Regisseur Michael Curtiz, der 12 Polopferde besaß. Berühmte Polospieler dieser Zeit waren auch die „Prinzen“ Alexis und Serge Mdivani. Serge Mdivani kam im März 1936 bei einem Polo-Turnier in Palm Beach ums Leben.
Gegenwart
Im britischen Königshaus ist Polo sehr populär: König Charles III. war begeisterter Polospieler mit einem Handicap von +2 zu seiner besten Zeit. Er kam durch seinen Onkel, Louis Mountbatten, 1. Earl Mountbatten of Burma (vormals Prinz von Battenberg) zum Polo. Dieser schrieb auch unter dem Pseudonym „Marco“ ein Buch zum Thema Polo, das lange als Standardwerk galt. Prince William (Handicap +1) und Prince Harry sind ebenfalls aktiv. Auch Charles’ Vater, der Philip Mountbatten, Duke of Edinburgh, spielte Polo und war der Ehrenpräsident des Guards Polo Club in Berkshire.
Der Gitarrist Mike Rutherford (Genesis, Mike & the Mechanics) spielt Polo auf Turnierniveau, ebenso das Model Jodie Kidd und der amerikanische Filmschauspieler Tommy Lee Jones (No Country for Old Men). Stefanie Powers (TV-Serie: Hart aber herzlich, 1979 bis 1984) spielt seit ihrem 18. Lebensjahr Polo, heute auf High Goal Niveau.
Deutschlands bekanntester und ältester Polospieler (Stand 2008), der sich auch organisatorisch um bessere Akzeptanz des deutschen Polosports in der internationalen Poloszene verdient gemacht hat, indem er den FIP (Federation of International Polo) Ambassadors Cup zum allerersten Mal nach Deutschland holte, ist Hans Albrecht Freiherr von Maltzahn. Sicherlich überregionale Bekanntheit dürfte der Hamburger Kaufmann Albert Darboven genießen, der den Sport in Deutschland maßgeblich gefördert und populär gemacht hat. Der deutsche Kino- und Fernsehstar Heino Ferch (Handicap 0) und seine Gattin, die ehemalige Vielseitigkeitsreiterin im bundesdeutschen Nationalkader Marie-Jeanette Ferch (Handicap 0) sind für den Poloclub in Landsberg-Ammersee aktiv. Als beste deutsche Polospielerin gilt die Europameisterschaftsteilnehmerin Eva Brühl (Stand 2009).

## Typische Verletzungen im Polosport
Häufiger als in anderen Pferdesportarten kommen Stürze von Pferd und/oder Reiter vor. Dies ist unter anderem bedingt dadurch, dass Bewegungsabläufe weder gleichmäßig noch vorhersehbar sind. Durch den Gebrauch eines Schlägers im Spiel und der Tatsache, dass die Spieler nicht, wie beispielsweise beim Tennis, voneinander getrennt agieren, entstehen dementsprechende Schlagverletzungen. Zumeist werden dabei die Pferdebeine getroffen, aber auch Köpfe von Pferden und Reitern sind gefährdet.

## Varianten
Zur Entspannung oder als touristische Attraktion werden häufig Varianten des Polo gespielt, die nicht auf Pferden gespielt werden. Hierzu gehören: Elefantenpolo, Kamelpolo, Radpolo, Kanupolo oder Segwaypolo. Das Steckenpferdpolo gibt es als Kinderspiel in den klassischen Poloregionen und wird ebenso, etwa in Mannheim und Düsseldorf als Teamsport mit einigen humorigen Aspekten gespielt.
Eine weitere Variante des Polos ist Arena-Polo, ein rasantes Spiel, das auf einer geschlossenen Allwetterfläche oder in einer Indoor-Arena gespielt wird. Es ist in der Regel zugänglicher und erschwinglicher als Outdoor-Polo, erfordert weniger Pferde und weniger Wartung und kann das ganze Jahr über gespielt werden.